# Islamismo no Reino Unido
O islamismo é a segunda maior religião no Reino Unido, com resultados do censo de 2021 [en] registrando pouco menos de quatro milhões de muçulmanos, ou 6,0% da população total do Reino Unido. A cidade de Londres tem a maior população e a maior proporção (15%) de muçulmanos do país. A grande maioria dos muçulmanos britânicos no Reino Unido segue o islão sunita, enquanto um número menor está associado ao islão xiita.
Durante a Idade Média, houve algum intercâmbio cultural geral entre a Cristandade e o Mundo islâmico. No entanto, não havia muçulmanos nas Ilhas Britânicas; porém, alguns Cruzados se converteram no Oriente, como Robert de St. Albans [en]. Durante a Era Elisabetana, os contatos se tornaram mais explícitos, à medida que os Tudor formaram alianças contra a Espanha Habsburgo católica, incluindo com o Império Otomano. Com o crescimento do Império Britânico, particularmente na Índia Britânica, a Grã-Bretanha passou a governar territórios com muitos habitantes muçulmanos; alguns deles, conhecidos como lascares [en], estabeleceram-se na Grã-Bretanha a partir de meados do século XVIII. No século XIX, o Orientalismo vitoriano despertou interesse pelo Islã, e algumas pessoas britânicas, incluindo aristocratas, se converteram ao islamismo. O escritor e romancista inglês Marmaduke Pickthall [en] convertido ao Islã, forneceu a primeira tradução completa do Alcorão para o inglês por um muçulmano britânico em 1930. Sob o Exército da Índia Britânica, um número significativo de muçulmanos lutou pelo Reino Unido durante a Primeira Guerra Mundial e a Segunda Guerra Mundial (alguns dos quais foram agraciados com a Cruz Vitória, a maior honraria britânica). Nas décadas seguintes ao último conflito e à Partição da Índia em 1947, muitos muçulmanos (oriundos do que hoje são Bangladesh, Índia [en] e Paquistão [en]) estabeleceram-se na própria Grã-Bretanha.
Atualmente, os sul-asiáticos constituem a maioria dos muçulmanos na Grã-Bretanha em termos de etnia, embora existam comunidades significativas de turcos [en], árabes [en] e somalis [en], além de até 100.000 convertidos britânicos de diversas origens étnicas. O Islã é a segunda religião mais praticada no Reino Unido, com seus seguidores apresentando a menor idade média entre os principais grupos religiosos. Entre os anos de 2001 e 2009, a população muçulmana aumentou quase 10 vezes mais rápido que a população não muçulmana. Relatos sugerem que, a cada ano, aproximadamente 6.000 britânicos, principalmente mulheres, optam por se converter ao Islã.

## História

### Idade antiga
As primeiras evidências da influência islâmica na Inglaterra datam ao século VIII, quando Ofa da Mércia, o rei anglo-saxão do Reino da Mércia, cunhou uma moeda com uma inscrição em árabe, em grande parte uma cópia das moedas emitidas por um governante abássida contemporâneo, o califa Al-Mansur. No século XVI, muçulmanos do Norte de África, do Oriente Médio e da Ásia Central estavam presentes em Londres, trabalhando em diversas funções, desde diplomatas e tradutores a comerciantes e músicos.

### Interações sob o Império Britânico

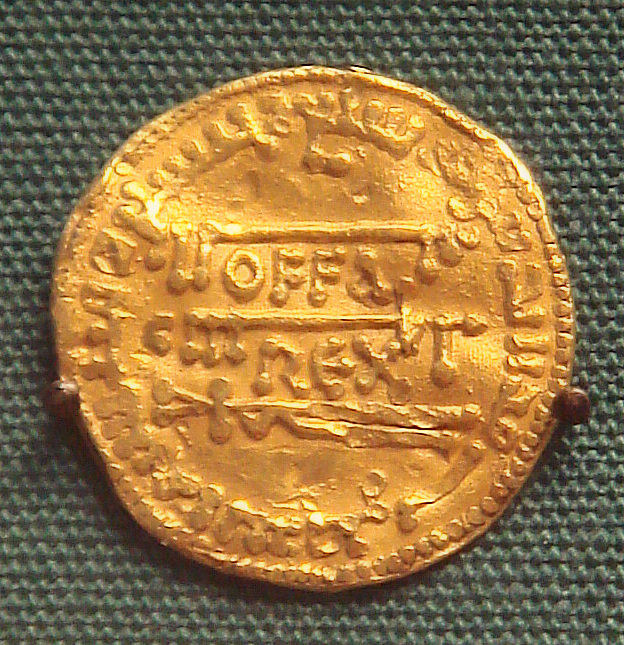
Um en/dinar de ouro do rei Ofa da Mércia, copiado dos dinários do Califado Abássida (774); inclui o texto árabe «Maomé é o Apóstolo de Alá», uma frase da Chahada.

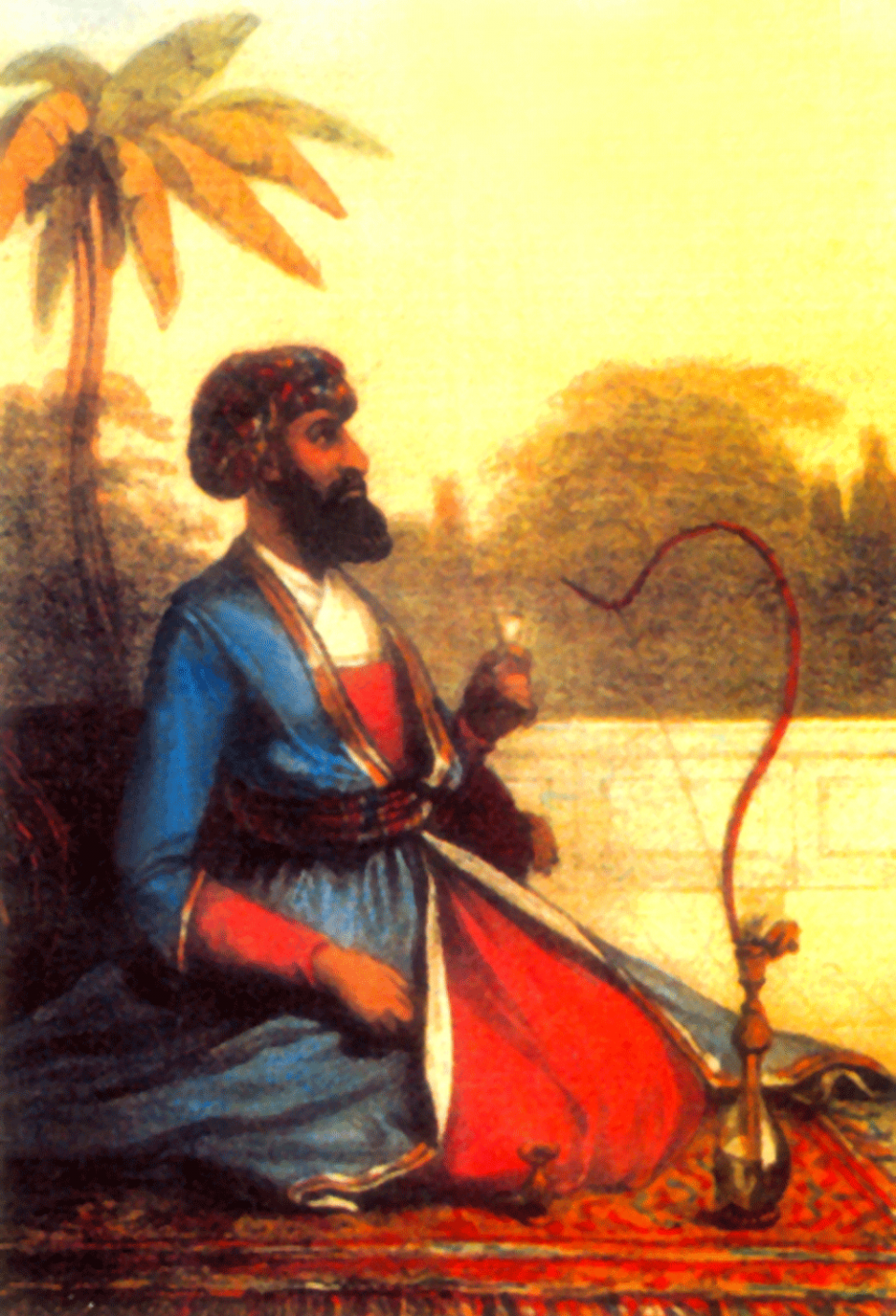
O diplomata muçulmano bengali I'tisam-ud-Din foi o primeiro sul-asiático instruído a viajar para o Reino Unido, em 1765.

Bengala foi anexada pela Companhia das Índias Orientais aos Nababo de Bengala, que gozavam de quase independência, após a Batalha de Plassey, em 1757. Os produtos manufaturados produzidos em Bengala contribuíram diretamente para a Revolução Industrial na Grã-Bretanha, com os têxteis produzidos em Bengala a serem utilizados para apoiar indústrias britânicas, tais como a fabricação têxtil [en], auxiliada pela invenção de dispositivos como a máquina de fiar jenny. Com o estabelecimento do controle da Coroa britânica na Índia após 1857, o Império Britânico passou a governar uma grande população muçulmana. O primeiro sul-asiático instruído a viajar para a Europa e viver na Grã-Bretanha foi I'tisam-ud-Din [en], um clérigo muçulmano bengali [en], munshi e diplomata do Império Mogol, que chegou em 1765 com seu servo Muhammad Muqim durante o reinado do rei Jorge III. I'tisam-ud-Din escreveu sobre as suas experiências e viagens no seu livro em persa, Shigurf-nama-i-Wilayat (em tradução livre Livro Maravilhoso da Europa).
No sul da Ásia, especificamente, os britânicos governaram uma das maiores populações muçulmanas do mundo.[carece de fontes?] Ao entrar em contato com essa população, as autoridades britânicas criaram uma identidade muçulmana única para os adeptos da crença locais. Isso ocorreu, em parte, à forma como os historiadores britânicos periodizaram a história do sul da Ásia em uma história hindu "antiga" e uma história muçulmana "medieval". Sob esse sistema, o  período colonial foi classificado como "moderno". O debate historiográfico sobre a utilidade e a legitimidade desses rótulos continua acalorado. Problemas com esses rótulos vão desde as conotações associadas à palavra "medieval" até as implicações relacionadas à classificação da era colonial como "moderna". O próprio termo "medieval" é bastante controverso. Historiadores que escrevem em revistas relacionadas com o período questionaram se o termo é uma "construção tirânica" ou uma "hegemonia conceptual alienígena". Isto porque o rótulo foi originalmente desenvolvido durante o estudo da história europeia para marcar o período entre a queda do Império Romano e a queda de Constantinopla.[carece de fontes?]
Essas classificações feitas pelos historiadores britânicos ao longo do seu longo período de domínio abriram caminho para uma identidade muçulmana mais coesa. No século XVIII, isso parecia improvável. Os muçulmanos de origem afegã, turca, persa ou árabe não consideravam a sua identidade muçulmana particularmente saliente. As cortes mongóis não se dividiam em facções hindus ou muçulmanas, mas sim em facções persas e turcas. Os convertidos à religião fora da vida cortesã, a maioria da população muçulmana do subcontinente, também estavam mais focados nas suas identidades culturais regionais e linguísticas, fossem elas bengali, punjabi, sindhi ou gujarati.
O primeiro grupo de muçulmanos a chegar à Grã-Bretanha em número significativo, no século XVIII, foram os lascares [en] (marinheiros) recrutados no subcontinente indiano, principalmente na região de Bengala, para trabalhar para a Companhia das Índias Orientais em navios britânicos, alguns dos quais se estabeleceram e casaram com mulheres locais. Devido à maioria ser composta por lascares [en], as primeiras comunidades muçulmanas foram encontradas em cidades portuárias. Também chegaram cozinheiros navais, muitos deles da divisão de Sylhet, na Bengala Britânica (atualmente em Bangladesh). Um dos primeiros imigrantes asiáticos mais famosos na Inglaterra foi o empresário muçulmano bengali  Sake Dean Mahomed [en], capitão da Companhia das Índias Orientais que, em 1810, fundou o primeiro restaurante indiano de Londres, o Hindoostane Coffee House [en].
No ano de 1911, o Império Britânico tinha uma população muçulmana de 94 milhões, maior do que a população cristã do império, que era de 58 milhões. Na década de 1920, o Império Britânico incluía cerca de metade da população muçulmana mundial. Mais de 400 000 soldados muçulmanos do Exército Indiano Britânico lutaram representando a Grã-Bretanha durante a Primeira Guerra Mundial, onde 62 060 foram mortos em combate. Soldados muçulmanos do Exército Indiano Britânico lutaram mais tarde pela Grã-Bretanha contra os nazistas durante a Segunda Guerra Mundial, onde os soldados muçulmanos representavam até 40% dos 2,5 milhões de soldados que serviam no Exército Indiano Britânico. David Lloyd George, primeiro-ministro britânico de 1916 a 1922, afirmou: "somos a maior potência maometana do mundo e um quarto da população do Império Britânico é maometana. Não houve mais adeptos leais ao trono e mais apoiantes eficazes e leais do Império na sua hora de provação". Esta declaração foi posteriormente reiterada por Mahatma Gandhi em 1920. O primeiro-ministro Winston Churchill também afirmou em 1942: "não devemos, em caso algum, romper com os muçulmanos, que representam cem milhões de pessoas e os principais elementos do exército em que devemos confiar para os combates imediatos."
A Mesquita Shah Jahan [en], na cidade de Woking, localizada no condado de Surrey, foi a primeira mesquita construída na Grã-Bretanha, tendo sido inaugurada em 1889. No mesmo ano, Abdullah Quilliam [en] instalou uma mesquita num terraço em Liverpool, que tornou-se o Institute [en]. A primeira mesquita em Londres foi a Mesquita Fazl [en], fundada no ano de 1924, comumente chamada de mesquita de Londres.
Os tradutores do Alcorão Abdullah Yusuf Ali [en] e Marmaduke Pickthall [en], autores de The Meaning of the Glorious Koran [en]: An Explanatory Translation (em tradução livre: O Significado do Glorioso Alcorão: Uma Tradução Explicativa), publicado em 1930, eram ambos curadores da Mesquita Shah Jahan, em Woking, e da Mesquita de East London [en].
Outros aristocratas britânicos que se converteram ao islão incluíram Sir Archibald Hamilton, 5.º Baronete [en], Rowland Allanson-Winn, 5.º Barão Headley [en], St John Philby [en] e Lady Evelyn Cobbold [en] (a primeira mulher muçulmana nascida na Grã-Bretanha a realizar a peregrinação a Meca).

### Imigração e Pós-Segunda Guerra Mundial

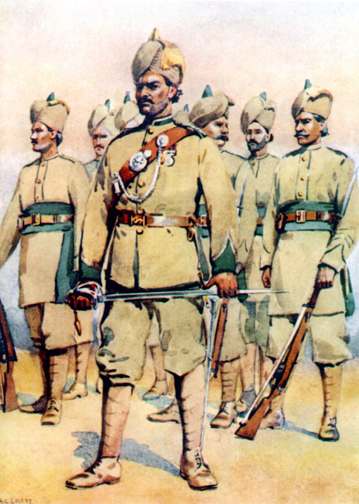
en do en, Exército da Índia Britânica

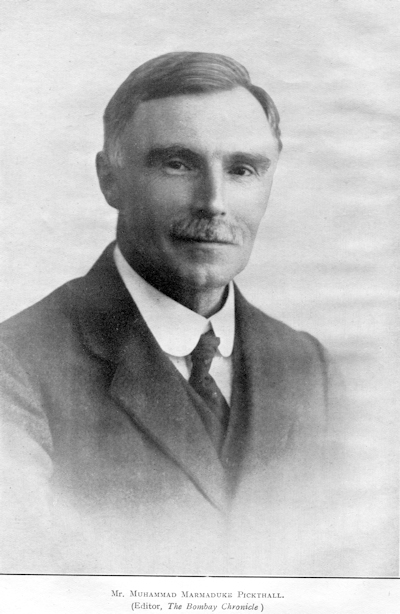
en escreveu uma tradução do Alcorão para a língua inglesa em 1930.

A imigração em grande escala de muçulmanos para a Grã-Bretanha começou após a Segunda Guerra Mundial, como resultado da destruição e da escassez de mão de obra causadas pela guerra. Imigrantes muçulmanos das antigas colónias britânicas, predominantemente da Índia, Paquistão e Bangladesh, foram recrutados em grande número pelo governo e pelas empresas para reconstruir o país. Um grande número de médicos recrutados na Índia e no Paquistão, incentivados pelo então ministro da Saúde, Enoch Powell, no início da década de 1960, também desempenhou um papel fundamental na criação do Serviço Nacional de Saúde (NHS), o serviço público de saúde do Reino Unido.
Os asiáticos-britânicos (muçulmanos e não muçulmanos) enfrentaram uma discriminação crescente após o discurso de Rivers of Blood [en] e a criação da Frente Nacional Britânica (BNF) no final da década de 1960. Isso incluiu racismo aberto na forma de “Paki bashing”, predominantemente por parte de skinheads da supremacia branca, da Frente Nacional e do Partido Nacional Britânico (BNP), ao longo das décadas de 1970 e 1980. Inspirando-se no movimento pelos direitos civis, no movimento black power e no movimento anti-apartheid [en], jovens ativistas britânicos paquistaneses e britânicos bangladeshis iniciaram uma série de movimentos juvenis asiáticos antirracistas nas décadas de 1970 e 1980, incluindo o Bradford Youth Movement em 1977, o Bangladeshi Youth Movement após o assassinato de Altab Ali [en] em 1978 e o Newham Monitoring Project [en] após o assassinato de Akhtar Ali Baig em 1980.
A maioria das mesquitas fundadas após a Segunda Guerra Mundial na Grã-Bretanha reflete as principais correntes do islamismo sunita predominantes no subcontinente indiano, nomeadamente Deobandi e Barelvi (esta última com uma orientação mais voltada para o sufismo). Há também um número menor de mesquitas de orientação Salafi, inspiradas por Abul Ala Maududi e pela, representativas da corrente principal árabe ou associadas ao Fundo Islâmico Turco do Reino Unido. Além disso, existem mesquitas Xiitas Duodecimanas. O Movimento Mundial Murabitun [en], fundado por Abdalqadir as-Sufi [en] (nascido Ian Dallas) em 1968, é um ramo da tariqa sufi Darqawiyya [en]-Shadhili [en]-Qadiriyya [en] tariqa, que operava a partir de Kirkhill [en], nas Terras Altas da Escócia.
Martin Lings, um estudioso muçulmano inglês, publicou uma biografia de Maomé no ano de1983 intitulada Muhammad: His Life Based on the Earliest Sources [en]. A publicação do romance de Salman Rushdie, Os Versos Satânicos, no ano de 1988, causou grande controvérsia. Vários muçulmanos na Grã-Bretanha condenaram o livro por blasfémia. No dia 2 de dezembro de 1988, o livro foi queimado publicamente numa manifestação em Bolton, na qual participaram 7.000 muçulmanos, seguida por uma manifestação semelhante e queima de livros em Bradford, em 14 de janeiro de 1989.
Recentemente, diversas guerras nos Balcãs, no Oriente Médio e no Norte de África levaram muitos muçulmanos a migrar para o Reino Unido. Em 1992, com o início da Guerra da Bósnia, um grande número de bósnios que fugiram da limpeza étnica e do genocídio acabaram por se estabelecer na Grã-Bretanha. Atualmente, o seu número situa-se entre 10 000 e 15 000, incluindo os seus descendentes. Pouco mais de três anos depois, uma insurgência no Kosovo, que começou em 1995 e acabou por evoluir para a Guerra do Kosovo em 1998, levou 29 000 albaneses oriundo do Kosovo a fugirem das suas casas e a estabelecerem-se na Grã-Bretanha. É comum acreditar que muitos albaneses da Albânia mudaram-se para o Reino Unido nesta altura, fazendo-se passar por refugiados do Kosovo, em busca de uma vida melhor no Reino Unido.
Apenas uma década depois, a Primavera Árabe (e mais tarde o Inverno Árabe) trouxe uma onda de refugiados muçulmanos que fugiam da guerra civil na Síria, da guerra no Iraque, das duas guerras na Líbia, da guerra no Iémen e de inúmeras outras insurreições por grupos políticos e outras organizações terroristas que exerciam controlo sobre vastas áreas do território no Oriente Médio. A Grã-Bretanha acolheu 20 000 refugiados da Síria e 11 647 do Iraque.
Até o o ano de 2007 e o crescente número de muçulmanos no Reino Unido resultou na construção de mais de 1.500 mesquitas no país. De acordo com reportagem da BBC, no ano de 2016, esse número superou mais 1.750 mesquitas no país.

## Demografia

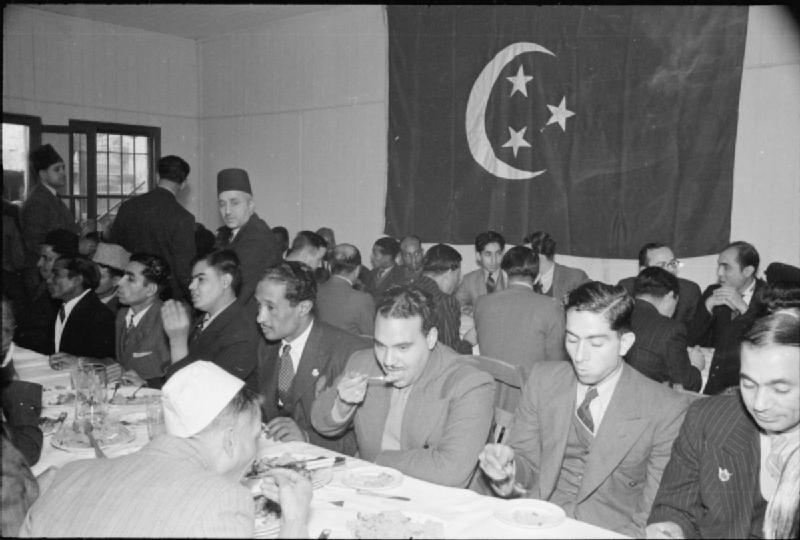
Muçulmanos durante uma festa do Eid al-Fitr na Mesquita de East London, em 1941

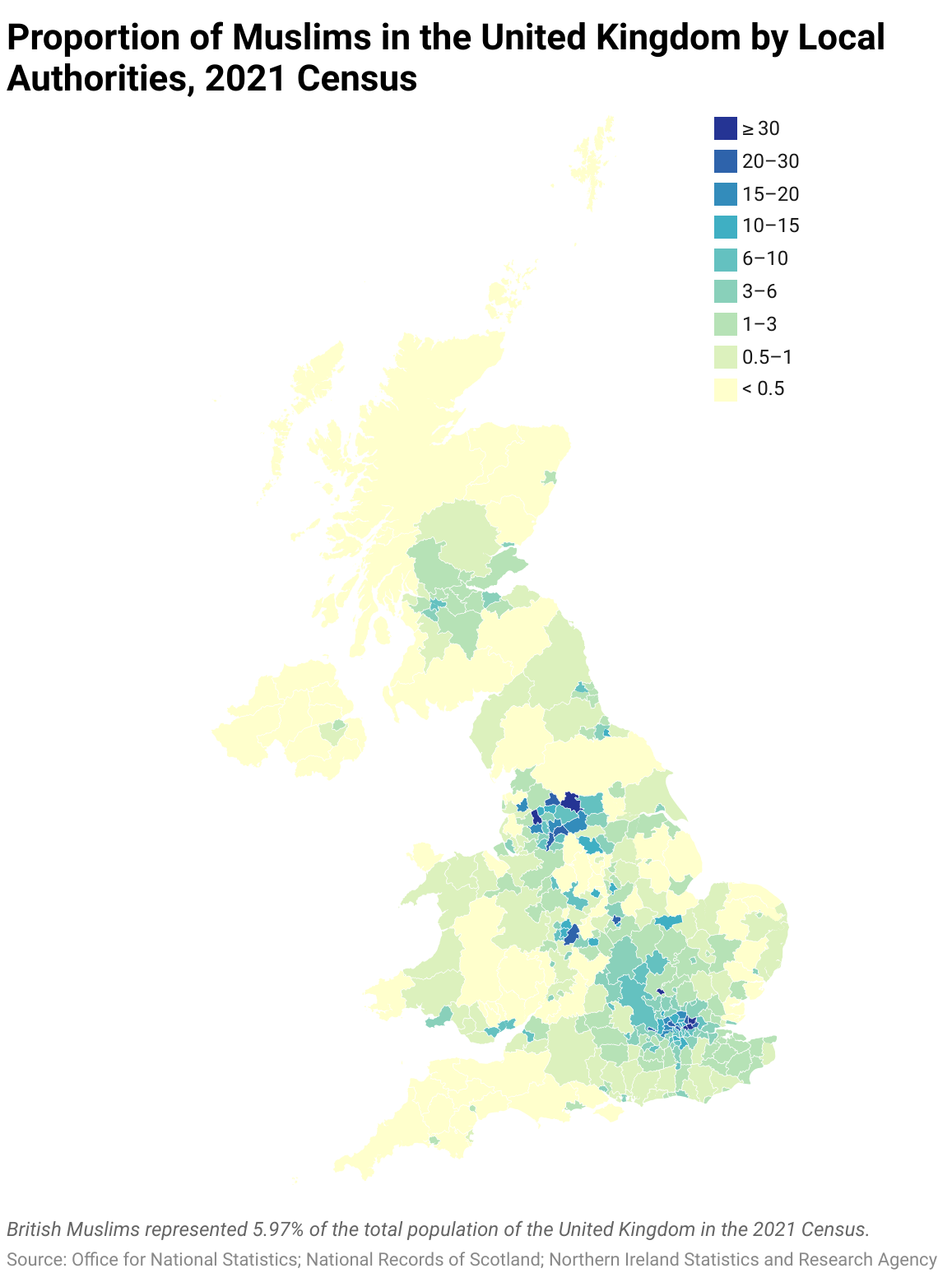
Distribuição dos muçulmanos britânicos por autoridade local no censo de 2021.

| Região / País        | 2021      | 2021  | 2011      | 2011  | 2001      | 2001 |
| Região / País        | Número    | %     | Número    | %     | Número    | %    |
| -------------------- | --------- | ----- | --------- | ----- | --------- | ---- |
| Inglaterra           | 3.801.186 | 6,7%  | 2.660.116 | 5,0%  | 1.524.887 | 3,1% |
| —Grande Londres      | 1.318.754 | 15,0% | 1.012.823 | 12,4% | 607.083   | 8,5% |
| —Midlands Ocidentais | 569.963   | 9,6%  | 376.152   | 6,7%  | 216.184   | 4,1% |
| —Noroeste            | 563.105   | 7,6%  | 356.458   | 5,1%  | 204.261   | 3,0% |
| —Yorkshire e Humber  | 442.533   | 8,1%  | 326.050   | 6,2%  | 189.089   | 3,8% |
| —Sudeste             | 309.067   | 3,3%  | 201.651   | 2,3%  | 108.725   | 1,4% |
| —Leste               | 234.744   | 3,3%  | 148.341   | 2,5%  | 78.931    | 1,5% |
| —Midlands Orientais  | 210.766   | 4,3%  | 140.649   | 3,1%  | 70.224    | 1,7% |
| —Sudoeste            | 80.152    | 1,4%  | 51.228    | 1,0%  | 23.465    | 0,5% |
| —Nordeste            | 72.102    | 2,7%  | 46.764    | 1,8%  | 26.925    | 1,1% |
| Escócia              | 119.872   | 2,2%  | 76.737    | 1,4%  | 42.557    | 0,8% |
| País de Gales        | 66.947    | 2,2%  | 45.950    | 1,5%  | 21.739    | 0,7% |
| Irlanda do Norte     | 10.870    | 0,6%  | 3.832     | 0,2%  | 1.943     | 0,1% |
|                      | 3.998.875 | 6,0%  | 2.786.635 | 4,4%  | 1.591.126 | 2,7% |

De acordo com o censo de 2021 [en] do Reino Unido, os muçulmanos na Inglaterra e no País de Gales somavam 3.868.133, ou 6,5% da população. A Irlanda do Norte registou uma população de 10.870, ou 0,6% da população, com o maior número de muçulmanos registado em sua capital, Belfast, com 5.487, ou 1,59% da população. O censo equivalente foi realizado um ano depois na Escócia e registou uma população de 119.872, ou 2,2% da população. Na Escócia, Glasgow registou o maior número de muçulmanos, com 48.766, ou 7,86% da população. As vinte e cinco autoridades locais do Reino Unido com a maior percentagem de muçulmanos, com base no censo de 2021, foram:
| Autoridade local      | População | Porcentagem |
| --------------------- | --------- | ----------- |
| Tower Hamlets         | 123.912   | 39,93%      |
| Blackburn with Darwen | 54.146    | 34,99%      |
| Newham                | 122.146   | 34,80%      |
| Luton                 | 74.191    | 32,94%      |
| Redbridge             | 97.068    | 31,29%      |
| Bradford [en]         | 166.846   | 30,53%      |
| Birmingham            | 341.811   | 29,85%      |
| Slough                | 46.661    | 29,44%      |
| Pendle                | 24.900    | 26,00%      |
| Oldham                | 59.031    | 24,38%      |
| Leicester             | 86.443    | 23,45%      |
| Manchester            | 122.962   | 22,28%      |
| Waltham Forest        | 60.157    | 21,61%      |
| Brent                 | 72.574    | 21,36%      |
| Westminster           | 40.873    | 20,01%      |
| Bolton                | 58.997    | 19,93%      |
| Rochdale              | 42.121    | 18,82%      |
| Ealing                | 68.907    | 18,77%      |
| Enfield               | 61.477    | 18,63%      |
| Kirklees              | 80.046    | 18,48%      |
| Hounslow              | 48.028    | 16,67%      |
| Preston               | 23.825    | 16,12%      |
| Camden                | 33.830    | 16,10%      |
| Harrow                | 41.503    | 15,89%      |
| Hyndburn              | 12.049    | 14,65%      |

No censo de 2021 [en], a Inglaterra e o País de Gales, foram os principais locais de nascimento foram o Reino Unido, com 1.974.479 pessoas (51,0% da população muçulmana total), o Sul da Ásia, com 993.415 (25,7%), a África, com 366.133 (9,5%), outras partes da Europa com 262.685 (6,8%) e o Oriente Médio com 231.261 (6,0%). Entre os países individuais fora do Reino Unido, o Paquistão, Bangladesh, Somália, Índia, Iraque, Turquia, Afeganistão, Irã, Síria e Itália constituíram os dez países de nascimento mais comuns para os muçulmanos residentes na Inglaterra e no País de Gales. 59,7% dos muçulmanos identificaram-se como paquistaneses [en]/bangladeshis/indianos [en], 6,2% eram de outra ascendência asiática, 10,8% identificaram-se como negros, 7,2% identificaram-se como árabes [en], 5,9% eram brancos [en], 3,7% eram de ascendência mista e os restantes 6,6% identificaram-se com outros grupos étnicos.

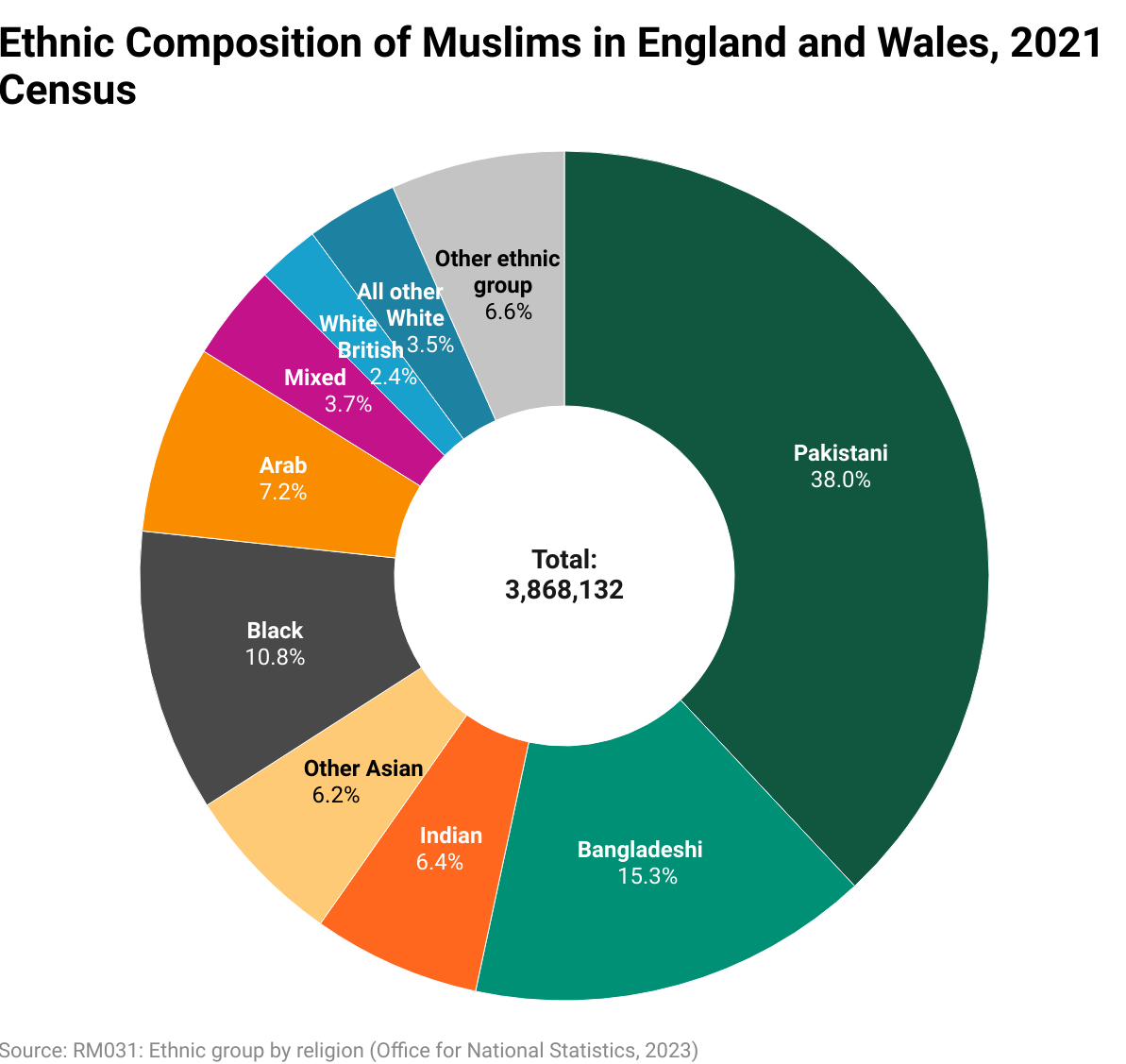
Distribuição dos muçulmanos britânicos por grupo étnico, conforme dados demográficos

Pirâmide populacional dos muçulmanos na Inglaterra e no País de Gales em 2021

A população muçulmana da Inglaterra e do País de Gales tem crescido consistentemente desde a Segunda Guerra Mundial. A professora e pesquisadora Sophie Gilliat-Ray [en] atribui o crescimento recente à "imigração recente, à taxa de natalidade acima da média e a algumas conversões ao islamismo". Em 2017, o Pew Research Center projetou que a população muçulmana no Reino Unido cresceria para 6,56 milhões (12,7% da população) até 2050, num cenário de migração zero, ou para 13,48 milhões (17,2%) num cenário de alta migração.
Várias grandes cidades possuem uma área onde a maioria da população é muçulmana, mesmo que o resto da cidade tenha uma população muçulmana relativamente pequena. Além disso, é possível encontrar pequenas áreas que são quase inteiramente muçulmanas: por exemplo, Savile Town [en], em Dewsbury [en].
A disponibilidade inicial limitada de mesquitas significava que as orações eram realizadas em pequenas salas de apartamentos sociais até à década de 1980, quando instalações maiores e mais numerosas ficaram disponíveis. Algumas sinagogas e edifícios comunitários foram transformados em mesquitas e as mesquitas existentes começaram a expandir os seus edifícios. Este processo continuou atuais, com a Mesquita de East London a expandir-se recentemente para um antigo parque de estacionamento, onde o Centro Muçulmano de Londres é agora utilizado para orações, instalações recreativas e habitação. A maioria das pessoas considera-se parte da ummah, e a sua identidade baseia-se na religião e não no grupo étnico.
O islamismo é o terceiro maior grupo religioso dos indianos britânicos, depois do hinduísmo e do sikhismo. 8% dos muçulmanos do Reino Unido são descendentes de indianos, [carece de fontes] principalmente aqueles cujas origens estão em Guzerate, Bengala Ocidental, Telanganá e Querala. Os muçulmanos gujarati dos distritos de Surrate e Bharuch [en] começaram a chegar a partir da década de 1940, quando a Índia estava sob domínio colonial britânico, estabelecendo-se nas cidades de Dewsbury [en] e Batley [en], em Yorkshire, e em partes de Lancashire.
| Ano do Censo | Número de Muçulmanos | População da Inglaterra e País de Gales | Muçulmanos (% da população) | Mesquitas Registradas | Muçulmanos por Mesquita |
| ------------ | -------------------- | --------------------------------------- | --------------------------- | --------------------- | ----------------------- |
| 1961         | 50.000               | 46.196.000                              | 0,11                        | 7                     | 7.143                   |
| 1971         | 226.000              | 49.152.000                              | 0,46                        | 30                    | 7.533                   |
| 1981         | 553.000              | 49.634.000                              | 1,11                        | 149                   | 3.711                   |
| 1991         | 950.000              | 51.099.000                              | 1,86                        | 443                   | 2.144                   |
| 2001         | 1.600.000            | 52.042.000                              | 3,07                        | 614                   | 2.606                   |
| 2011         | 2.706.000            | 56.076.000                              | 4,83                        | 1.500                 | 1.912                   |
| 2021         | 3.868.133            | 59.597.542                              | 6,5                         | –                     | –                       |

### Ásia meridional

#### Paquistaneses
O maior grupo de muçulmanos no Reino Unido é composto por indivíduos de ascendência paquistanesa [en]. Os paquistaneses foram uma das primeiras comunidades muçulmanas da Ásia Meridional a se estabelecerem permanentemente no Reino Unido, chegando à Inglaterra no final da década de 1940. A imigração proveniente de Mirpur [en], no Paquistão, cresceu a partir do final da década de 1950, acompanhada por imigrantes de outras regiões do Paquistão, especialmente do Punjab, incluindo vilarejos próximos a Faisalabad, Sahiwal, Sialkot, Jhelum, Gujar Khan e Gujrat, além de áreas do noroeste do Punjab, como os Chhachh [en] Pastós do Distrito de Attock [en], e alguns de vilarejos de Ghazi [en], Nowshera e Peshawar. Há também uma comunidade punjabi significativa originária da África Oriental em Londres. Pessoas de origem paquistanesa são particularmente notáveis em Midlands Ocidentais, West Yorkshire, Londres, Lancashire/Grande Manchester e em várias cidades industriais, como Luton, Slough e High Wycombe, nos Home Counties. Há um número menor de Sindis na Grande Londres. Tradicionalmente, os paquistaneses pertenciam à classe trabalhadora, mas estão gradualmente progredindo para uma classe média metropolitana.
A migração em cadeia desempenhou um papel significativo, pois muitos dos primeiros migrantes ajudaram a trazer seus familiares para o Reino Unido. Nos dias atuais, a diáspora mirpuri britânica é uma das maiores comunidades caxemires fora do Sul da Ásia, com fortes laços com cidades como Bradford, Birmingham e Manchester. 

#### Bengali-britânicos

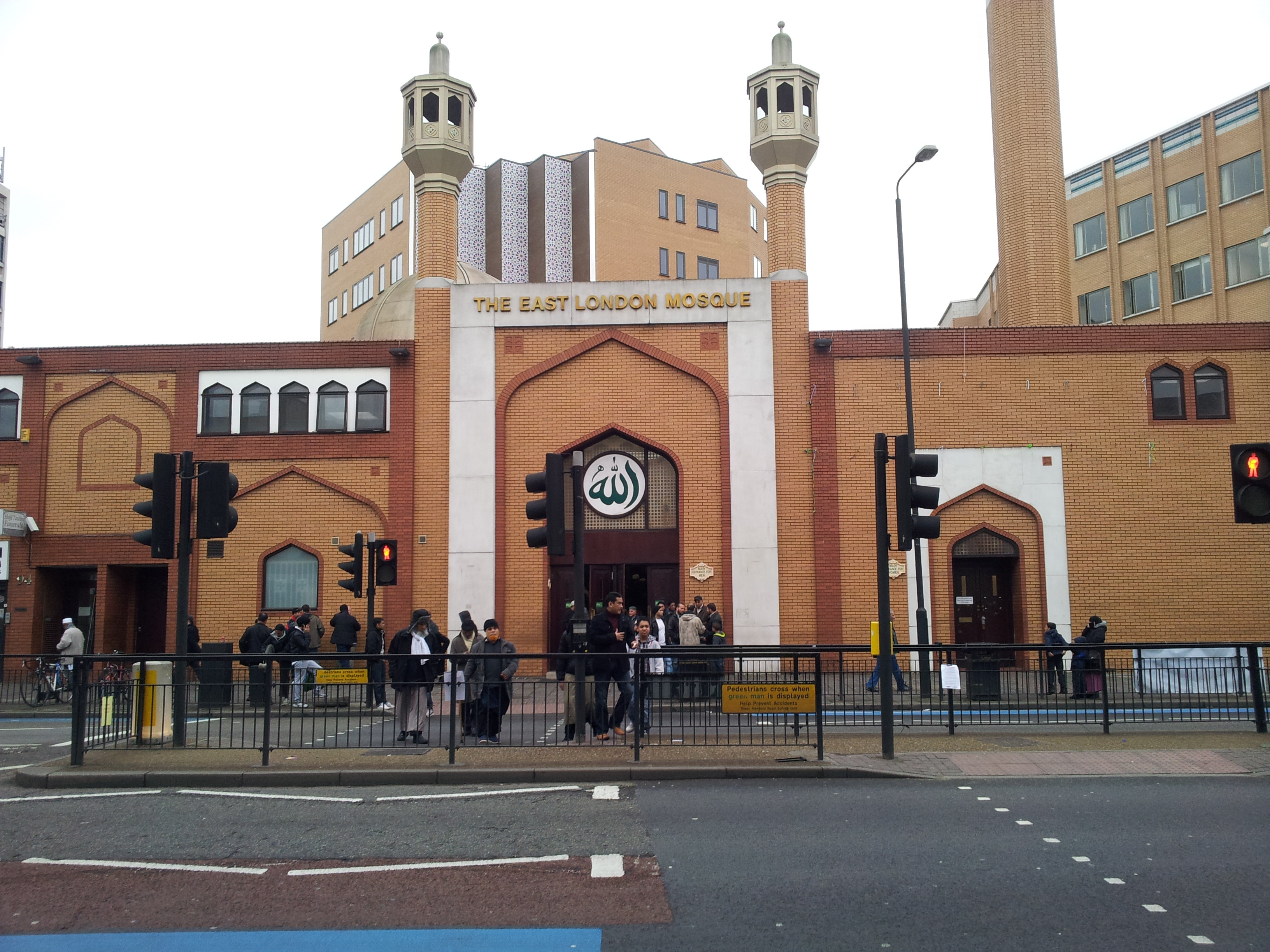
A Mesquita de Esat London foi uma das primeiras na Grã-Bretanha a receber permissão para usar alto-falantes para transmitir o azan.

Os bengali-britânicos formam a segunda maior comunidade muçulmana (após os paquistaneses), com 15% dos muçulmanos na Inglaterra e no País de Gales sendo de origem bengali, um dos grupos étnicos no Reino Unido com a maior proporção de pessoas seguindo uma única religião, sendo 92% Muçulmanos. A maioria desses muçulmanos vem da divisão de Sylhet de Bangladesh. Muitas mesquitas abertas pela comunidade britânica bengali são frequentemente nomeadas em homenagem a Shah Jalal [en] e outros santos sufis que participaram da conquista islâmica de Sylhet [en] em 1303. Os muçulmanos bengalis britânicos estão principalmente concentrados em Londres (Tower Hamlets e Newham), Luton, Birmingham e Oldham. A comunidade muçulmana bengali em Londres representa 24% da população muçulmana, sendo maior do que qualquer outro grupo étnico. Outras comunidades muçulmanas bengalis menores estão presentes em Newcastle upon Tyne, Bradford, Manchester, Sunderland, Portsmouth e Rochdale [en].
Existem grupos ativos nas comunidades bengalis, como a Organização da Juventude Muçulmana. O grupo está conectado ao Fórum Islâmico da Europa [en], associado à Mesquita de East London [en] e ao Centro Muçulmano de Londres – todos com conexões com o partido político bengali, o Bangladesh Jamaat-e-Islami.[carece de fontes?] Outros grandes grupos incluem o movimento sunita  Fultoli [en] (fundado em Sylhet), e o Tablighi Jamaat [en] – um movimento  missionário [en] e de renovação, que evita atenção política. O Hizb ut-Tahrir defende o Califado e influencia por meio de revistas anuais e palestras com conceitos principalmente políticos, enquanto outro movimento dentro do Sunismo é o Salafi – que considera os ensinamentos das primeiras gerações após Maomé como os corretos, e atrai muçulmanos mais jovens como uma forma de se diferenciarem de seus mais velhos. Todos esses grupos trabalham para estimular a identidade islâmica entre bengalis ou muçulmanos locais, com foco particular nos membros mais jovens das comunidades. A comunidade britânica bengali mantém um forte vínculo com o Islã, frequentemente abrindo grandes mesquitas como a Mesquita de East London [en] e a Mesquita de Brick Lane [en], além de estabelecer madraças e canais de TV islâmicos.

#### Indianos
Há um grande número de muçulmanos gujaratis em Dewsbury [en], Blackburn (incluindo Darwen), Bolton, Preston, Nottingham, Leicester, Nuneaton, Gloucester e Londres (Newham, Waltham Forest e Hackney).

### Oriente médio

#### Árabes

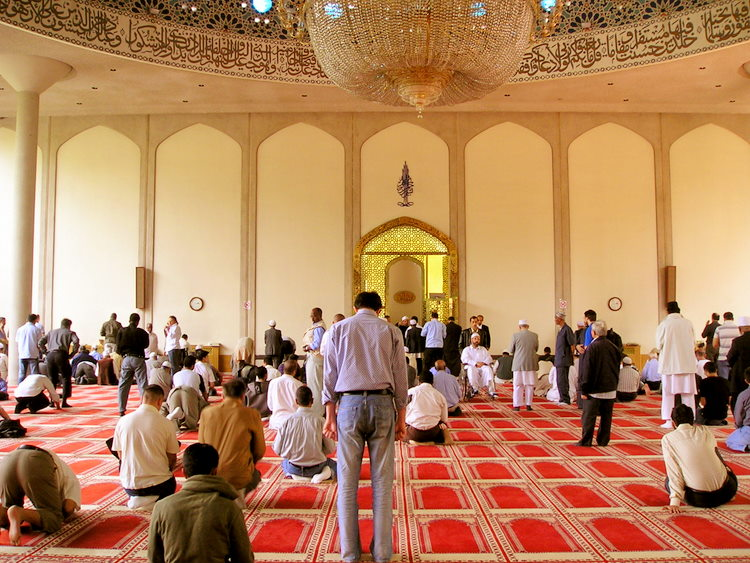
Interior da mesquita central de Londres

Os árabes na Grã-Bretanha são descendentes de imigrantes árabes provenientes de vários países ou entidades árabes, incluindo o Iêmen, a Síria, o Iraque, o Líbano, a Jordânia, o Egito e a Autoridade Nacional Palestiniana. A maioria dos árabes britânicos é muçulmana sunita, embora alguns – como os de origem iraquiana e libanesa – sejam xiitas. As principais comunidades muçulmanas árabes no Reino Unido vivem na área da Grande Londres, com um número menor vivendo em Manchester, Liverpool e Birmingham. Há também comunidades consideráveis e muito antigas de muçulmanos iemenitas do Reino Unido [en], entre outros lugares, em Cardiff e na área de South Shields, próximo de Newcastle.

#### Curdos
O Reino Unido tem uma população curda iraquiana significativa. Os curdos iraquianos são em sua maioria muçulmanos sunitas.
De acordo com o Departamento para as Comunidades e Governo Local [en], os curdos iraquianos constituem o maior grupo de curdos no país, ultrapassando os números da Turquia e do Irão.
O censo do Reino Unido de 2001 [en] registrou 32.236 residentes nascidos no Iraque, e o Office for National Statistics estima que, em 2009, esse número havia aumentado para cerca de 65.000. De acordo com estimativas da embaixada iraquiana, a população iraquiana no Reino Unido é de cerca de 350.000 a 450.000.

#### Turcos

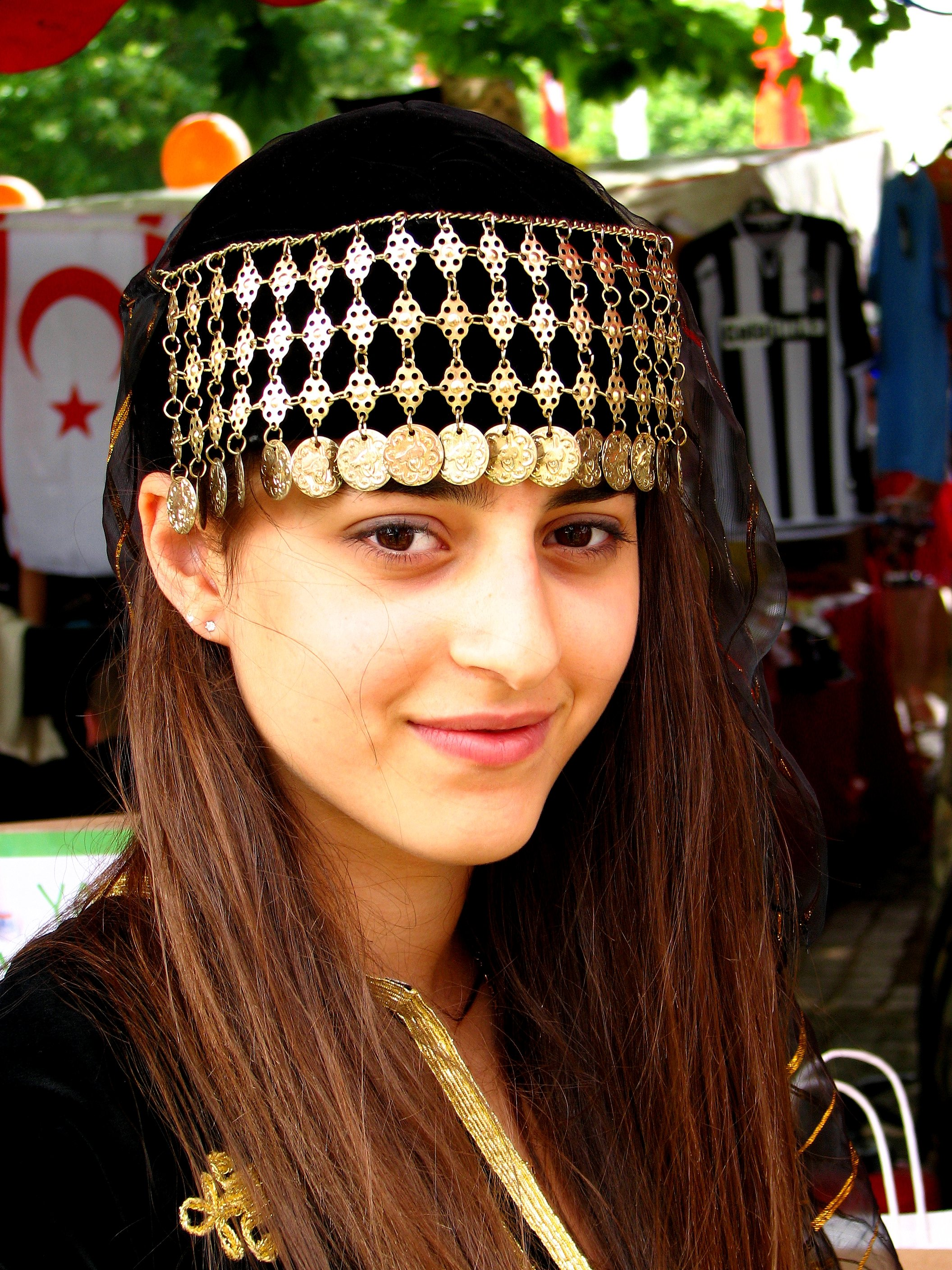
Uma garota turca em Londres.

A comunidade turca no Reino Unido [en] representam uma comunidade única no país, pois emigraram não apenas da República da Turquia, mas também de outras regiões do antigo Império Otomano; de fato, a maioria dos turcos britânicos são cipriotas turcos que migraram da ilha de Chipre a partir do período colonial britânico. A segunda maior comunidade turca é originária da Turquia. Também houve ondas de migração de turcos étnicos de países de língua árabe (como Iraque e Síria) e dos Balcãs (incluindo Bulgária, Grécia, e Romênia). Um relatório publicado pelo comissão de assuntos internos [en] em 2011 estimou que havia 500.000 turcos britânicos, compostos por cerca de 150.000 cidadãos turcos, 300.000 cipriotas turcos e o restante de outros países. A partir de 2013, havia um número crescente de turcos étnicos da diáspora moderna na Europa Ocidental [en]; por exemplo, turcos com cidadania alemã e holandesa (ou seja, turcos alemães [en] e turcos holandeses [en]) também imigraram para o Reino Unido, conforme a liberdade de movimento sob a legislação da União Europeia.

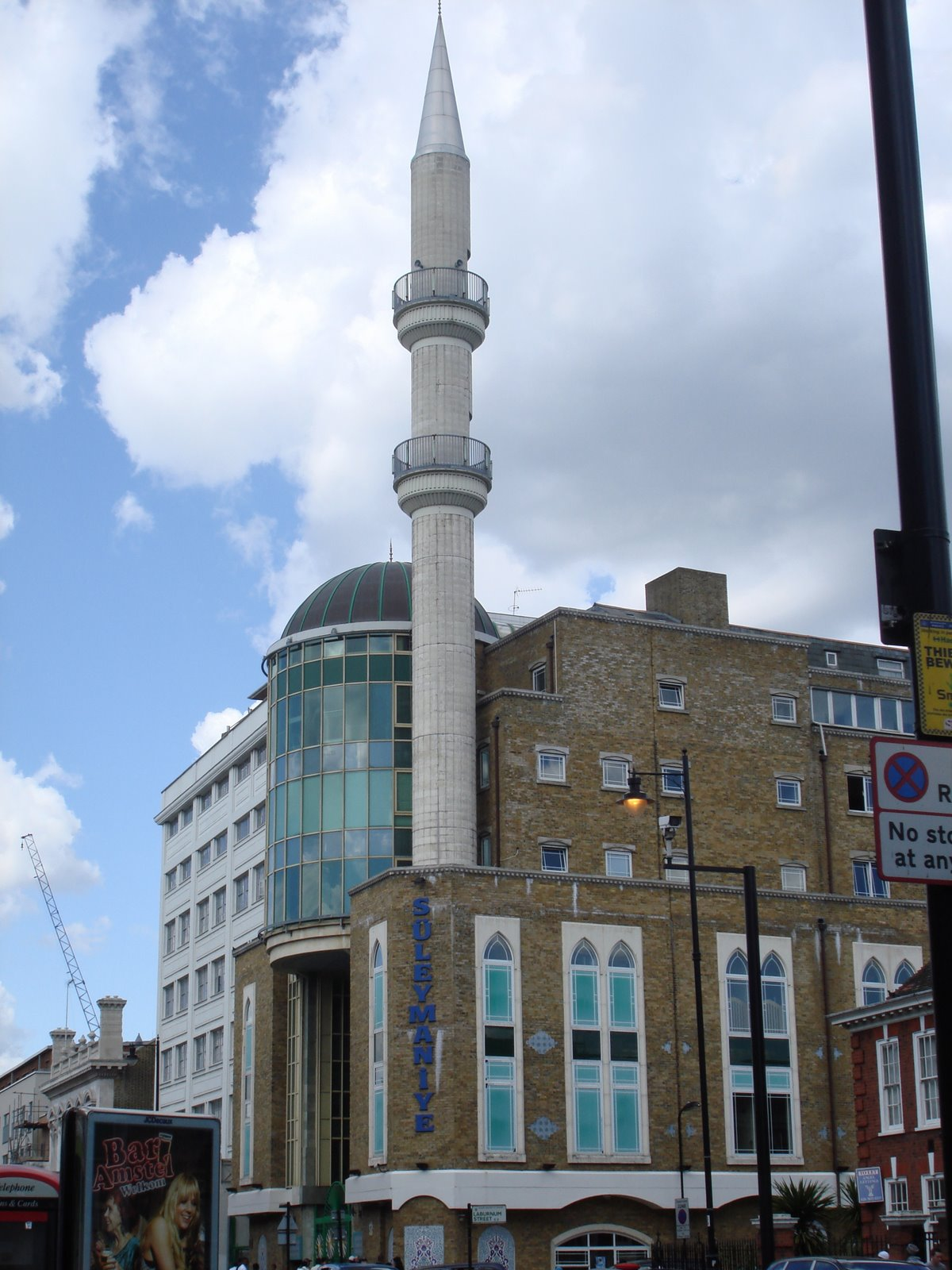
en em en, Londres.

Os cipriotas turcos começaram a migrar para o Reino Unido em 1917. Na época, o Império Britânico já havia anexado o Chipre, e os residentes da ilha tornaram-se súditos da Coroa. A migração continuou na década de 1920; durante a Segunda Guerra Mundial, o número de cafés administrados por turcos aumentou de 20 em 1939 para 200 em 1945, criando uma demanda por mais trabalhadores cipriotas turcos. No entanto, devido ao conflito no Chipre, muitos cipriotas turcos começaram a deixar a ilha por razões políticas na década de 1950, com um aumento significativo após a violência intercomunitária de 1963. Com a divisão da ilha em 1974 (seguida pela declaração da República Turca do Chipre do Norte em 1983), um embargo econômico contra os cipriotas turcos pelo governo cipriota grego causou a saída de mais 130.000 cipriotas turcos para o Reino Unido.
Trabalhadores migrantes da República da Turquia começaram a chegar em grande número na década de 1970, seguidos por seus familiares no final dos anos 1970 e 1980. Muitos desses trabalhadores foram recrutados por cipriotas turcos que já haviam estabelecido negócios, como restaurantes. Esses trabalhadores precisavam renovar suas permissões de trabalho anualmente até se tornarem residentes após cinco anos no país. Na década de 1980, intelectuais, incluindo estudantes e profissionais altamente qualificados, chegaram ao país, muitos dos quais receberam apoio da comunidade cipriota turca. Turcos do continente se estabeleceram em áreas de Londres onde os cipriotas turcos já viviam; no entanto, muitos também se mudaram para distritos periféricos, como Essex.

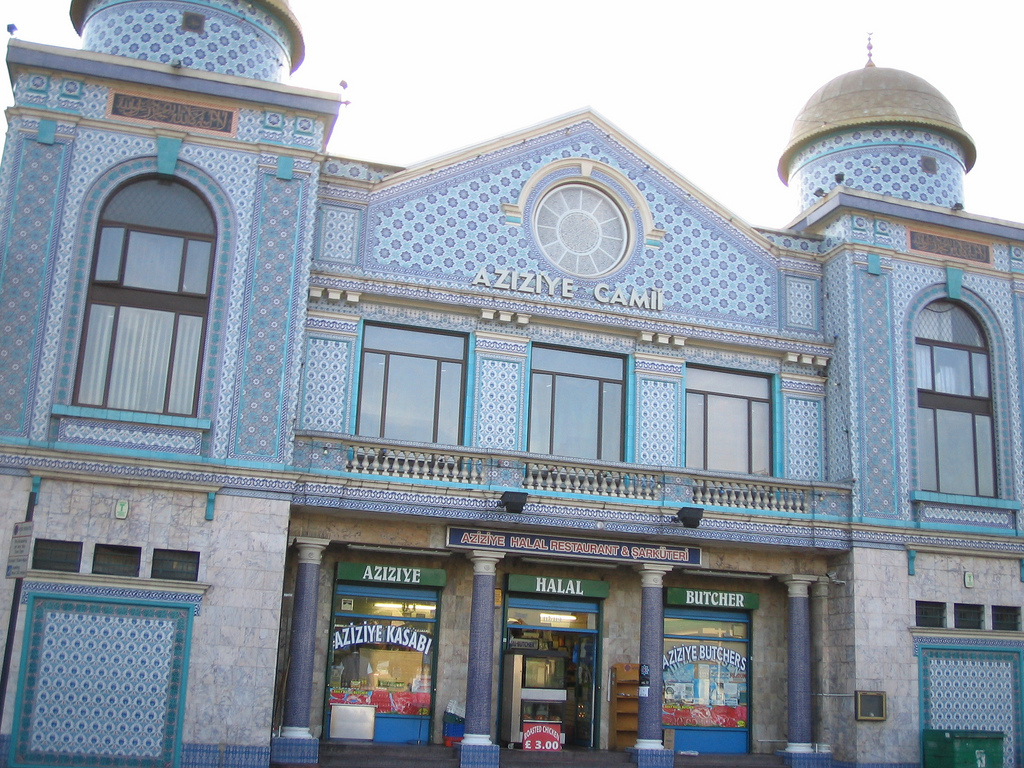
en em Stoke Newington, Londres.

A comunidade turca estabeleceu várias mesquitas no país. A primeira foi a Mesquita Shacklewell Lane [en], fundada pela comunidade cipriota turca em 1977. Há várias outras mesquitas turcas em Londres, principalmente em Hackney, incluindo a Mesquita Aziziye [en] e a Mesquita Suleymaniye [en]. Mesquitas turcas notáveis fora de Londres incluem a Mesquita Selimiye em Manchester, a Mesquita Hamidiye em Leicester e a Mesquita Osmaniye em Stoke-on-Trent.
Turcos de mesmos distritos de sua terra natal tendem a se reunir nos mesmos bairros no Reino Unido. A maioria vive na capital, Londres, particularmente em Hackney, Haringey, Enfield, Lewisham, Lambeth, Southwark, Croydon, Islington, Kensington, Waltham Forest e Wood Green [en]. Fora de Londres, há comunidades turcas menores em Birmingham, Hertfordshire, Luton, Manchester, Sheffield e nas Midlands Orientais.

### Africanos

#### Magrebe
Embora os dados sejam escassos, os resultados indicam que os magrebinos constituem uma comunidade significativa na Europa e no Reino Unido. A Grã-Bretanha tem laços de longa data com os magrebinos, através do contato com os magrebinos. No entanto, a Grã-Bretanha tem um número muito menor de magrebinos em comparação com a França, os Países Baixos e a Espanha, onde a maioria dos muçulmanos é magrebina.

#### Nigerianos
Um documento governamental de 2009 estimou a comunidade muçulmana nigeriana entre 12.000 e 14.000 pessoas. A comunidade está concentrada em Londres.
Os muçulmanos nigerianos no Reino Unido são representados por várias organizações comunitárias, incluindo o Fórum Muçulmano da Nigéria

#### Somalis

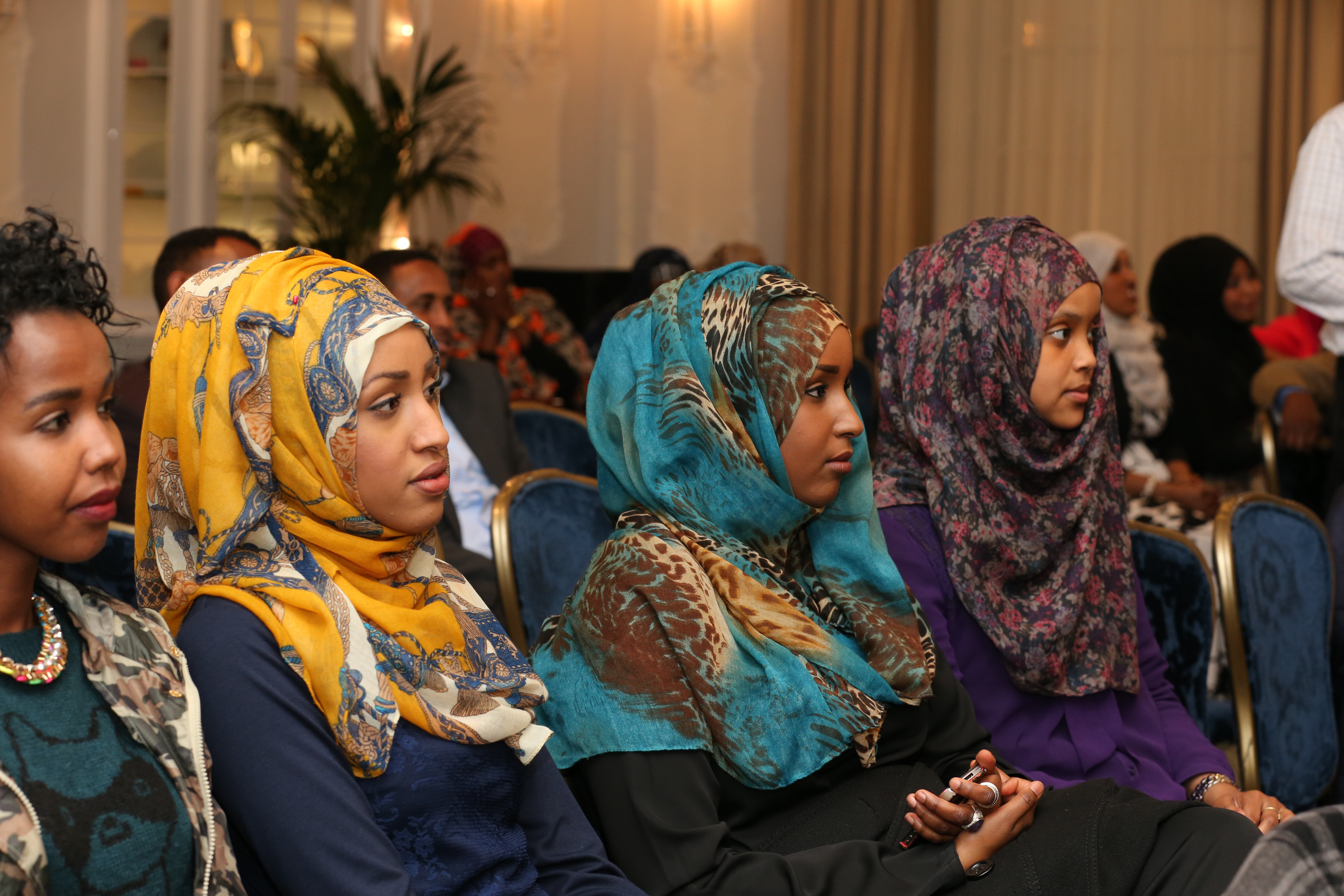
Somwomldn

O Reino Unido abriga a maior comunidade somali da Europa, com 43.532 residentes nascidos na Somália em 2001, e uma estimativa de 101.000 em 2008. Uma estimativa de 2009 feita por organizações comunitárias somalis indica uma população de 90.000 residentes. Os primeiros imigrantes somalis foram marinheiros e comerciantes que chegaram em pequeno número às cidades portuárias no final do século XIX, embora a maioria dos somalis no Reino Unido seja de chegada recente. Além disso, somalis europeus, como os provenientes da Holanda ou da Dinamarca, têm emigrado nos últimos anos. Comunidades somalis estabelecidas estão presentes em Bristol, Cardiff, Liverpool e Londres, enquanto novas comunidades têm se formado em Leicester, Manchester e Sheffield.

## Correntes
| Demografia dos muçulmanos britânicos (JPR), 2017 | Demografia dos muçulmanos britânicos (JPR), 2017 | Demografia dos muçulmanos britânicos (JPR), 2017 | Demografia dos muçulmanos britânicos (JPR), 2017 | Demografia dos muçulmanos britânicos (JPR), 2017 |
| ------------------------------------------------ | ------------------------------------------------ | ------------------------------------------------ | ------------------------------------------------ | ------------------------------------------------ |
|                                                  |                                                  |                                                  |                                                  |                                                  |
| Sunita não denominacional                        | Sunita não denominacional                        |                                                  | 51,1%                                            | 51,1%                                            |
| Outro sunita                                     | Outro sunita                                     |                                                  | 14,1%                                            | 14,1%                                            |
| Xiismo                                           | Xiismo                                           |                                                  | 5,0%                                             | 5,0%                                             |
| Barelvi                                          | Barelvi                                          |                                                  | 4,5%                                             | 4,5%                                             |
| Salafismo                                        | Salafismo                                        |                                                  | 3,8%                                             | 3,8%                                             |
| Deobandi                                         | Deobandi                                         |                                                  | 3,1%                                             | 3,1%                                             |
| Ahmadiyya                                        | Ahmadiyya                                        |                                                  | 1,0%                                             | 1,0%                                             |
| Outra forma de Islã                              | Outra forma de Islã                              |                                                  | 19,0%                                            | 19,0%                                            |

Uma pesquisa de agosto de 2017 da fundação Bertelsmann Stiftung [en] revelou que, entre os muçulmanos britânicos, 75% eram sunitas e 8% eram xiitas. Uma pesquisa de setembro de 2017 do Instituto de Pesquisa sobre Políticas Judaicas [en] constatou que, entre os muçulmanos britânicos, 77% eram sunitas, 5% eram xiitas, 1% eram ahmadiyya e 4% pertenciam a outras denominações. 14% dos muçulmanos britânicos não souberam ou recusaram responder à pesquisa.
A distribuição denominacional ou temática das mesquitas e salas de oração no Reino Unido em 2017, com um total superior a 5%, foi a seguinte: 41,2% Deobandi, 23,7% Barelvi, 9,4% Salafista e 5,9% Xiita (Duodecimano, Bohra, Ismaili). 7,4% eram salas de oração não denominacionais.

### Sunismo
Em 2015, a revista The Economist afirmou que havia 2,3 milhões de sunitas no Reino Unido.
Entre os sunitas britânicos em 2017, 66,7% eram sunitas não denominacionais, 5,9% eram Barelvi, 5,0% eram Salafistas, 4,1% eram Deobandi e 18,3% pertenciam a outra denominação do sunismo.
A maioria das mesquitas britânicas é sunita, incluindo Deobandi, Barelvi e Salafista. Em 2010, a afiliação das mesquitas era: 44,6% Deobandi, 28,2% Barelvi e outros sufis, 5,8% Salafista, 2,8% inspirados por Maudoodi; do restante, muitas seguiam outras tradições sunitas ou eram não afiliadas, enquanto 4,2% eram xiitas. A maioria dos administradores de mesquitas é de origem paquistanesa e bangladeshiana, com muitos Gujarati, e menos Árabes, Turcos e Somalis.

### Xiismo

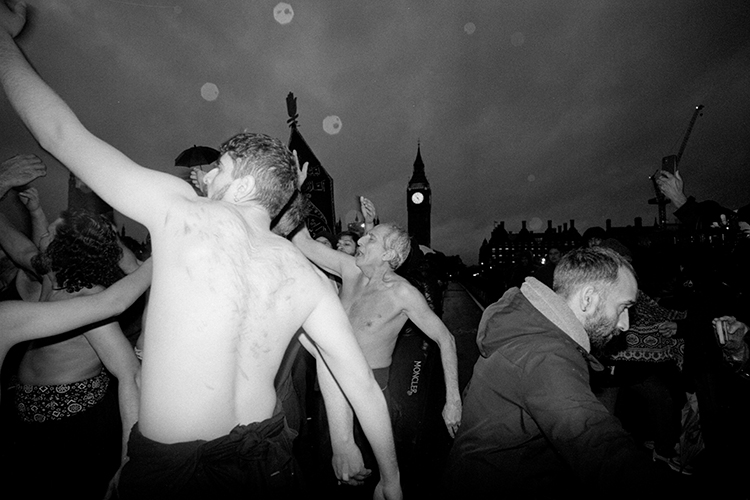
Um grupo de muçulmanos xiitas realiza um ritual de luto (matam) na Ponte de Westminster durante uma procissão em comemoração ao martírio do Imam Musa Kazim.

Em 2015, o The Economist afirmou que havia 400.000 xiitas no Reino Unido.
As mesquitas xiitas são geralmente adeptas do xiismo duodecimano, mas também atendem aos zaiditas e à comunidade ismaelita de cerca de 50.000 membros; elas geralmente incluem instalações para mulheres. Entre as mesquitas xiitas destacam-se o Centro Islâmico Husseini em Stanmore, Harrow, que atua como uma das principais mesquitas xiitas na Grã-Bretanha, além da Masjid-e-Ali em Luton, um dos maiores centros comunitários Imam Bargah no Reino Unido, e o Centro Islâmico da Inglaterra [en] em Maida Vale, também um grande centro comunitário multiétnico. Outros incluem Al Masjid ul Husseini em Northolt, Ealing, e o Centro Islâmico Imam Khoei em Queens Park, Brent. Em todo o país, Manchester, Birmingham e Londres têm o maior número de residentes xiitas.

### Ahmadiyya
A Comunidade Muçulmana Ahmadiyya (AMC) estabeleceu-se no Reino Unido em 1912, sendo assim a comunidade muçulmana mais antiga do país. A sede no Reino Unido e mundial da AMC está atualmente localizada nos terrenos da Mesquita Abençoada (Mesquita Mubarak [en]), inaugurada em 17/05/2019 por Mirza Masroor Ahmad [en], o quinto califa do movimento Ahmadiyya. A AMC também possui a maior organização muçulmana de jovens, a Associação Juvenil Muçulmana Ahmadiyya [en] (Majlis Khuddamul Ahmadiyya) no Reino Unido (com 7.500 membros) e a maior organização muçulmana de mulheres, a Associação das Mulheres Muçulmanas Ahmadiyya [en] (Lajna Ima'illah), no Reino Unido (com 10.000 membros).
No ano de 2014, no 125º aniversário da Comunidade Muçulmana Ahmadiyya, o grupo publicou um anúncio no Luton on Sunday. Após uma reclamação escrita do Dr. Fiaz Hussain, coordenador do Fórum para a Preservação da Finalidade da Profecia (PFPF), afirmando que a comunidade Ahmadiyya não deveria ser chamada de "muçulmana" devido à rejeição de certos princípios islâmicos, o jornal recebeu uma delegação de "Líderes Comunitários" e emitiu um pedido de desculpas, dissociando-se do anúncio. A Tell MAMA, grupo contra a islamofobia, respondeu, classificando as tentativas de intimidação ou discriminação contra muçulmanos Ahmadiyya como "de natureza antimuçulmana".

## Sociedade

### Economia
| Ocupação                    | % da Força de Trabalho Total |
| --------------------------- | ---------------------------- |
| Serviço Nacional de Saúde   | 6,6 - 10                     |
| Farmacêuticos               | 16,7                         |
| Optometristas               | 20                           |
| Médicos                     | 18,3                         |
| Dentistas                   | 12,5                         |
| Advogados                   | 6                            |
| Serviço Público             | 5                            |
| Parteiras                   | 2,9                          |
| Policiais                   | 2,5                          |
| Enfermeiros                 | 2,4                          |
| Forças Armadas              | 0,6                          |
| Biomédicos                  | 10,0                         |
| Ortoptistas                 | 15,0                         |
| Radiologistas               | 9,0                          |
| Protesistas/Ortetistas      | 6,0                          |
| Consultores neurocirurgiões | 8,0                          |

|                        | Todos | Homens | Mulheres |
| ---------------------- | ----- | ------ | -------- |
| Economicamente Ativo   | 54,8% | 67,2%  | 42,3%    |
| Economicamente Inativo | 45,2% | 32,9%  | 57,7%    |
| Desempregado           | 6,2%  | 7,2%   | 5,3%     |
| Empregado              | 48,6% | 60%    | 37%      |

Em um estudo agregado de 2010 publicado pelo Gabinete de Igualdade [en], os muçulmanos no Reino Unido apresentavam o menor salário médio e detinham a menor riqueza entre os grupos religiosos. Ainda de acordo com os dados do governo, também tinham as menores taxas de emprego entre os grupos religiosos, com 24% para mulheres muçulmanas e 47% para homens muçulmanos. O estudo observou que as mulheres muçulmanas que trabalhavam ganhavam mais do que os homens muçulmanos e que os homens muçulmanos eram mais propensos a serem autônomos em comparação com a população geral de homens. Os homens muçulmanos também tinham a menor proporção com diplomas, com 18%. Mais de dois quintos dos homens e mulheres muçulmanos não possuíam qualificação além do nível 1 [en] (equivalente às notas D-G no GCSE). De acordo com a análise baseada no censo de 2011, os muçulmanos no Reino Unido enfrentavam condições precárias de moradia e eram mais vulneráveis a doenças de longo prazo.
De acordo com uma avaliação de 2013 do Conselho Muçulmano da Grã-Bretanha [en], estimava-se que havia mais de 10.000 milionários muçulmanos e 13.400 empresas de propriedade muçulmana em Londres, criando mais de 70.000 empregos e representando pouco mais de 33 por cento das Pequenas e Médias Empresas em Londres.
Entre a população economicamente ativa na Inglaterra e no País de Gales, 19,8% da população muçulmana estavam em empregos de tempo integral, em comparação com 34,9% da população geral. Dados do ONS para a Inglaterra e o País de Gales em 2020 indicaram que, entre os grupos religiosos, os muçulmanos continuavam a ter os menores rendimentos, as menores taxas de emprego, as maiores taxas de inatividade econômica, eram os menos propensos a trabalhar em ocupações altamente qualificadas, os menos propensos a ocupar cargos gerenciais e os mais propensos a relatar não possuir qualificações. No entanto, houve progresso nessas métricas. O censo de 2021 [en] para a Inglaterra e o País de Gales constatou que a população muçulmana apresentava taxas de emprego consistentemente mais baixas em todas as faixas etárias em comparação com a população geral. Entre as idades de 25 a 54 anos, a taxa de emprego para muçulmanos era tipicamente de 60%, em comparação com cerca de 80% da população total. No geral, 48,6% dos muçulmanos britânicos em idade ativa estavam empregados, com a taxa de emprego das mulheres muçulmanas melhorando para 37%. As mulheres muçulmanas eram 3,5 vezes mais propensas a relatar inatividade econômica devido a cuidados com a família ou casa em comparação com a população geral de mulheres.
O censo de 2021 para a Inglaterra e o País de Gales registrou que 41,5% dos muçulmanos possuíam sua casa com hipoteca (26,3%) ou outright (15,2%). 31,3% alugavam privadamente ou viviam sem pagar aluguel, e os 27,2% restantes viviam em habitação social [en]. Entre os grupos religiosos, os muçulmanos eram os mais propensos a viver em habitação social (em comparação com 17,1% da população geral) e apresentavam as menores taxas de posse de casa própria (em comparação com 62,8% da população geral).

### Educação
Cerca de 32,3% dos muçulmanos no Reino Unido possuíam qualificações de nível superior, de acordo com o Censo do Reino Unido de 2021. Isso é superior aos britânicos brancos (31%) e cristãos (31,6%). Em contrapartida, uma proporção maior de muçulmanos no Reino Unido não possuía qualificações (25%), em comparação com britânicos brancos (18,3%) e cristãos (20,8%).
Em 2006, constatou-se que aproximadamente 53% dos jovens muçulmanos britânicos optavam por frequentar a universidade. Isso era superior ao número de cristãos (45%) e não religiosos (32%), mas inferior ao de Hindus (77%) e Sikhs (63%).
Há cerca de 184  escolas religosas muçulmanas no Reino Unido, sendo 28 delas financiadas pelo Estado. Em 2008, 86,5% dos alunos que frequentavam escolas muçulmanas alcançaram cinco GCSEs, em comparação com 72,8% das escolas católicas e 64,5% das escolas seculares.
No ano de 2018, o Serviço de Acusação da Coroa [en] realizou sua primeira acusação na Inglaterra e no País de Gales contra uma escola não registrada, o centro de ensino religioso islâmico Al-Istiqamah Learning Centre em Southall, Londres, onde cerca de 60 crianças de 5 a 11 anos estavam sendo ensinadas. A diretora Beatrix Bernhardt e o diretor Nacerdine Talbi foram condenados por administrar uma escola não registrada com o Departamento de Educação [en], violando a Lei de Educação e Competências de 2008 [en]. Eles receberam multas e um toque de recolher.
Em 2019, quatro escolas islâmicas estavam entre as dez melhores classificações para escolas secundárias na Inglaterra, incluindo a Escola Secundária Feminina Tauheedul Islam [en] em primeiro lugar.

### Política

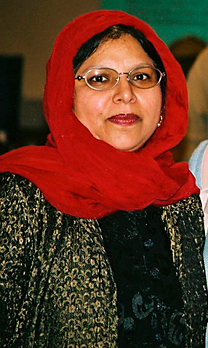
en, foi a primeira mulher muçulmana a ocupar um assento no Parlamento do Reino Unido.

Os muçulmanos estão desempenhando um papel cada vez mais proeminente na vida política. Dezenove deputados muçulmanos foram eleitos na eleição geral de dezembro de 2019, e há dezenove pares muçulmanos na Câmara dos Lordes.[carece de fontes?]
A maioria dos muçulmanos britânicos vota no Partido Trabalhista, no entanto, há alguns muçulmanos conservadores de alto perfil, incluindo a ex-Ministra da Fé e Comunidades e ex-co-presidente do Partido Conservador Sayeeda Warsi, descrita pelo The Guardian como uma 'estrela em ascensão' no Partido Conservador. Warsi, que foi a primeira muçulmana a servir em um gabinete britânico, foi nomeada por David Cameron em 2010 como ministra sem pasta estabelecida. Foi promovida a ministra sênior de Estado em 2012. Em agosto de 2014, ela renunciou devido à abordagem do governo em relação ao Conflito Israel-Gaza de 2014.
Partidos políticos muçulmanos na Grã-Bretanha incluíram o Partido da Justiça Popular [en], um partido paquistanês e caxemir que conquistou assentos no conselho municipal em Manchester na década de 2000, e o malsucedido Partido Islâmico da Grã-Bretanha [en], um partido Islamista em Bradford na década de 1990. Em 2023, a Comissão Eleitoral [en] rejeitou um pedido para criar um novo partido político chamado 'Partido do Islã'.
Na eleição geral de 2017, 15 deputados muçulmanos (12 trabalhistas e 3 conservadores) foram eleitos, acima dos 13 deputados muçulmanos na eleição geral de 2015. Na eleição geral de 2019, um número recorde de 19 deputados muçulmanos foram eleitos (15 trabalhistas e 4 conservadores).
Dados de pesquisa analisados por Reino Unido em uma Europa de mudança [en] mostraram que o Partido Trabalhista (72 por cento) liderava os Conservadores (11 por cento) por 61 pontos entre os eleitores muçulmanos em 2019. Uma análise mais aprofundada mostrou que muitas minorias eram "liberais por necessidade" que votavam no Partido Trabalhista não porque eram liberais sociais, mas porque o Partido Trabalhista representava um pacote político mais amplo e havia desconfiança dos Conservadores em questões de identidade. Eleitores Paquistaneses Britânicos e Bangladeches Britânicos em particular, por uma margem de 20 a 30 pontos, acreditavam que os direitos LGBTQ tinham ido longe demais.
Na eleição geral de 2024, 24 deputados muçulmanos foram eleitos, incluindo um número recorde de quatro deputados independentes pró-palestina. Todos os deputados independentes eleitos foram endossados pelo O Voto Muçulmano [en], um grupo de pressão criado em dezembro de 2023 em resposta à Guerra de Gaza. Uma pesquisa da Savanta [en] constatou que 44 por cento dos eleitores muçulmanos classificavam a questão entre as cinco principais, em comparação com 12 por cento dos não muçulmanos.
| Deputados Muçulmanos por Eleição 1997–2024 | Deputados Muçulmanos por Eleição 1997–2024 | Deputados Muçulmanos por Eleição 1997–2024 | Deputados Muçulmanos por Eleição 1997–2024 | Deputados Muçulmanos por Eleição 1997–2024 | Deputados Muçulmanos por Eleição 1997–2024 | Deputados Muçulmanos por Eleição 1997–2024 | Ref.    |
| Eleição                                    | Trabalhista                                | Conservador                                | Partido Nacional Escocês                   | Outros                                     | Total                                      | % do Parlamento                            | Ref.    |
| ------------------------------------------ | ------------------------------------------ | ------------------------------------------ | ------------------------------------------ | ------------------------------------------ | ------------------------------------------ | ------------------------------------------ | ------- |
| 1997                                       | 1                                          | 0                                          | 0                                          | 0                                          | 1                                          | 0,15                                       | [ 182 ] |
| 2001                                       | 2                                          | 0                                          | 0                                          | 0                                          | 2                                          | 0,31                                       | [ 183 ] |
| 2005                                       | 4                                          | 0                                          | 0                                          | 0                                          | 4                                          | 0,62                                       | [ 184 ] |
| 2010                                       | 6                                          | 2                                          | 0                                          | 0                                          | 8                                          | 1,23                                       | [ 185 ] |
| 2015                                       | 9                                          | 3                                          | 1                                          | 0                                          | 13                                         | 2,00                                       | [ 186 ] |
| 2017                                       | 12                                         | 3                                          | 0                                          | 0                                          | 15                                         | 2,31                                       | [ 177 ] |
| 2019                                       | 14                                         | 5                                          | 0                                          | 0                                          | 19                                         | 2,92                                       | [ 187 ] |
| 2024                                       | 18                                         | 2                                          | 0                                          | 4                                          | 24                                         | 3,69                                       | [ 188 ] |

### Direito

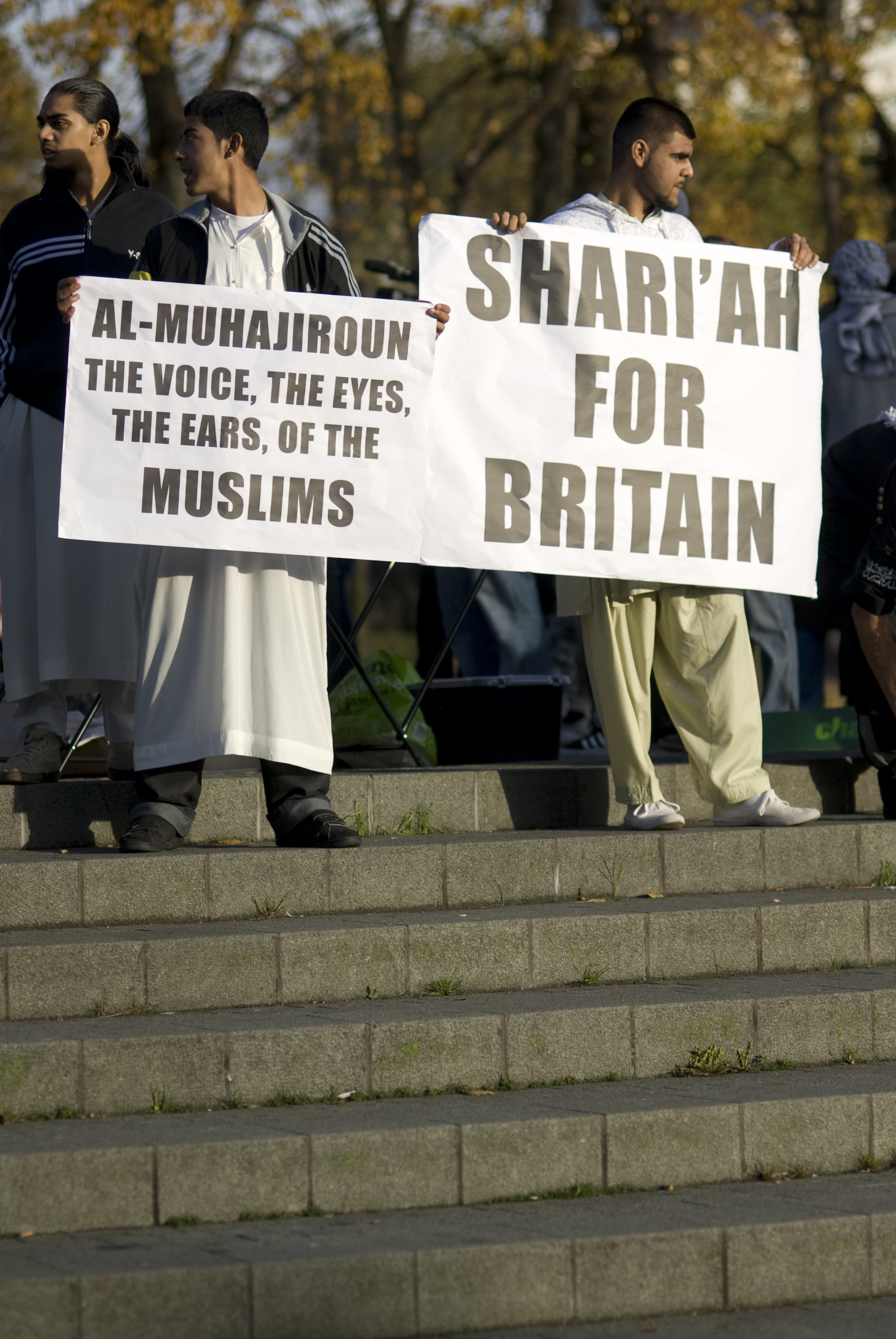
Demonstração pública no Reino Unido pela xaria, outubro de 2009

O primeiro tribunal de xaria [en], também conhecido como conselhos de xaria, começou a operar no Reino Unido em 1982, e o número em operação cresceu para 85 até 2024. Uma investigação do jornal The Times descobriu que há um número crescente de muçulmanos de toda a Europa e América do Norte buscando os serviços dos tribunais de xaria britânicos, com o Reino Unido agora sendo chamado de 'capital ocidental' para tribunais de xaria.
Embora a xaria não faça parte do sistema legal britânico, várias figuras do establishment britânico apoiaram seu uso em áreas de resolução de disputas em comunidades islâmicas. Por exemplo, em fevereiro de 2008, Rowan Williams, o Arcebispo de Cantuária (chefe da Igreja da Inglaterra), proferiu uma palestra nas Cortes Reais de Justiça [en] sobre o Islã e o direito inglês. Nessa palestra, ele falou sobre a possibilidade de usar a xaria em algumas circunstâncias:
Citação: [...] poderia ser possível pensar em termos de [...] um esquema em que os indivíduos mantêm a liberdade de escolher a jurisdição sob a qual desejam resolver certas questões cuidadosamente especificadas, de modo que 'os detentores de poder sejam forçados a competir pela lealdade de seus constituintes compartilhados'. escreveu: «Rowan Williams, 2008»
Alguns meses depois, Nick Phillips [en], então Presidente do Supremo Tribunal da Inglaterra e País de Gales [en], apoiou a ideia de que a xaria poderia ser razoavelmente empregada como base para "mediação ou outras formas de resolução alternativa de disputas" e explicou que "não é muito radical defender a adoção da lei da xaria no contexto de disputas familiares, por exemplo, e nosso sistema já faz um longo caminho para acomodar a sugestão do arcebispo."
No mês de março de 2014, a Sociedade do Direito [en] emitiu orientações sobre como redigir testamentos compatíveis com a xaria para a rede de tribunais de xaria estabelecida para lidar com disputas entre famílias muçulmanas. A orientação foi retirada no final de 2014 após críticas de advogados e de Chris Grayling [en], o Secretário de Estado da Justiça [en].
Em seu manifesto para a 2017, o Partido de Independência do Reino Unido (UKIP) prometeu abolir a existência de tribunais de xaria no Reino Unido.
Entre os anos de 2016 e 2018, um painel independente encomendado pelo governo do Reino Unido investigou as práticas dos conselhos de xaria operando na Inglaterra e no País de Gales. Os conselhos não têm status legal nem jurisdição legal no Reino Unido. As estimativas para seu número variam entre 30 e 85. Esta investigação constatou que a maioria das pessoas que consultam os conselhos são mulheres buscando um divórcio islâmico. A revisão concluiu que "há um acordo unânime entre os próprios conselhos de xaria de que práticas discriminatórias ocorrem em alguns casos dentro dos conselhos na Inglaterra e no País de Gales" e fez recomendações legislativas e administrativas para corrigir os abusos. O painel não tinha conhecimento de conselhos de xaria operando na Escócia.
De acordo com Kaveri Qureshi, enquanto as mulheres se educam e seguem normas e valores islâmicos referindo-se à literatura de aconselhamento islâmico [en] da era colonial sobre casamento, não para continuidade, mas para encerrar seus casamentos e justificar novos casamentos, contrariando a intenção original dos autores da literatura.

### Imprensa e cultura
Há diversos canais de televisão islâmicos operando no Reino Unido, incluindo British Muslim TV [en], MTA International [en], Ummah Channel [en], Ahlebait TV [en] e Fadak [en].
Os muçulmanos britânicos estão representados em diversas posições na mídia em diferentes organizações. Exemplos notáveis incluem Mehdi Hasan [en], editor político da versão britânica do The Huffington Post e apresentador dos programas The Café e Head to Head da Al Jazeera English, Mishal Husain [en], apresentadora de notícias britânica da BBC, atualmente trabalhando no BBC World News e BBC Weekend News [en], Rageh Omaar [en], correspondente especial da ITV e anteriormente correspondente estrangeiro da BBC e repórter/apresentador da Al Jazeera English, e Faisal Islam [en], editor de economia e correspondente do Channel 4 News.

### Futebol
No ano de 2013, havia 40 jogadores muçulmanos na Premier League, principal liga futebolística do país, um aumento em relação a apenas um em 1992. Os premiados como Homem do Jogo recebiam garrafas de champanhe, que é proibido no Islã, e após o jogador muçulmano Yaya Toure recusar o prêmio, o champanhe foi substituído por pequenos troféus. Crianças jogando futebol foram vistas caindo de joelhos como se estivessem em oração após marcar um gol, uma prática comum entre jogadores muçulmanos.

### Associações
Entre as associações de muçulmanos no Reino Unido, inclui-se: 
- Associação Muçulmana Ahmadiyya[209]

- Associação dos Muçulmanos Britânicos [en], a organização mais antiga de muçulmanos britânicos, criada em 1889 como a Associação Islâmica Inglesa por Abdullah Quilliam.[210]
- Associação Muçulmana da Grã-Bretanha [en]
- Conselho Muçulmano da Grã-Bretanha [en]
- Fundo Educacional Muçulmano [en]
- Organização de Jovens Muçulmanos [en]

- Partido Islâmico da Grã-Bretanha [en]

### Proselitismo
Estima-se que 5.200 britânicos se convertam ao Islã a cada ano, com cerca de 100.000 convertidos relatados até 2013. Para homens, as prisões têm sido um ambiente notável para conversões. Aproximadamente 18% da população carcerária britânica [en], ou mais de 14.000 prisioneiros, são muçulmanos, uma proporção desproporcionalmente alta em relação à população geral. A proporção de muçulmanos na população carcerária do Reino Unido aumentou de 8% em 2002 para 15% em 2016. Segundo o sindicato dos oficiais prisionais do Reino Unido em 2013, alguns prisioneiros muçulmanos teriam convertendo forçadamente [en] outros detentos ao Islã nas prisões. Houve diversos casos de prisioneiros não muçulmanos ameaçados com violência com a frase "converta-se ou sofra" sendo comumente usada por gangues muçulmanas, segundo um relatório independente publicado pelo governo. Um relatório de 2010 do Inspetor-Chefe de Prisões afirmou que 30% dos prisioneiros muçulmanos entrevistados haviam se convertido ao Islã enquanto estavam na prisão, alguns dos quais eram "muçulmanos de conveniência" que adotaram a religião para obter benefícios disponíveis apenas para muçulmanos. Outras razões para a conversão de detentos incluem a busca por proteção em alas onde gangues muçulmanas são predominantes, a possibilidade de frequentar a capela e o acesso a diferentes alimentos. Cerca de 1 em cada 5 prisioneiros muçulmanos no Reino Unido agora é branco.
Mesquitas no país às vezes são vistas como clubes étnicos que não acolhem novos convertidos, mas também houve mesquitas lideradas por convertidos recentemente. Um estudo de 2023 constatou que, em algumas escolas, havia tensões entre alunos hindus e muçulmanos. Estudantes hindus foram chamados de "kafirs" e ameaçados de converter-se ou enfrentar o "inferno para descrentes".

### Ideologia extremista
Em junho de 2017, Jeremy Corbyn, líder do Partido Trabalhista, disse que conversas difíceis são necessárias, começando com a Arábia Saudita e outros estados do Golfo que financiaram e alimentaram a ideologia extremista, e também pediu a suspensão imediata das exportações de armas do Reino Unido para a Arábia Saudita. Tom Brake [en], porta-voz de assuntos estrangeiros dos Liberais Democratas, afirmou que a Arábia Saudita fornece financiamento a centenas de mesquitas no Reino Unido, promovendo uma interpretação muito rígida do Islã, o Wahhabismo. Em julho de 2017, um relatório da Sociedade Henry Jackson [en], um think tank neoconservador, afirmou que nações do Oriente Médio estão financiando mesquitas e instituições educacionais ligadas à disseminação de material extremista com "uma ideologia wahhabita intolerante e preconceituosa". O relatório destacou que o número de mesquitas salafistas e wahhabitas na Grã-Bretanha aumentou de 68 em 2007 para 110 em 2014.
No ano de 2017, Gilles de Kerchove [en] relatou que o Reino Unido tinha o maior número de radicais islamistas na UE, com estimativas variando entre 20.000 e 25.000. Desses, 3.000 eram considerados uma ameaça direta pelo MI5, e 500 estavam sob vigilância constante. Entre os identificados pelos serviços de segurança, mas não considerados uma ameaça imediata, estavam os autores de três ataques ligados ao Estado Islâmico (ISIS) em 2017, que resultaram em 35 mortes. Entre os anos de 2011 e 2014, mais muçulmanos britânicos viajaram para a Síria para se juntar ao ISIS e à Frente Al-Nusra do que se alistaram nas Forças Armadas Britânicas, com cerca de 1.500 se juntando a esses grupos em comparação com 220 que se alistaram no exército.
Os cientistas políticos Olivier Roy [en] e Gilles Kepel [en] oferecem perspectivas diferentes sobre as raízes do terrorismo islamista radical. Roy argumenta que muitos indivíduos são atraídos pelo Islã fundamentalista apenas após se radicalizarem, enquanto Kepel sugere que certas ideologias, como o salafismo, podem levar indivíduos à violência. Roy também observou que políticas restritivas, como a proibição do burkini na França, podem provocar violência religiosa, mas Kepel contrapôs que o Reino Unido experimentou ataques jihadistas apesar de não ter tais políticas.
Um relatório de 2020 indicou que os muçulmanos britânicos compartilham preocupações semelhantes às da população geral em relação ao extremismo muçulmano, com 63% expressando algum nível de preocupação. Os muçulmanos britânicos também eram ligeiramente mais propensos (66%) do que outros (63%) a denunciar indivíduos ao programa Prevent se preocupados com a radicalização, e 80% apoiavam o Prevent uma vez que entendiam seus objetivos. Além disso, até 2023, o extremismo muçulmano representa uma parte significativa do trabalho do MI5 e das prisões relacionadas, com nove décimos dos indivíduos na lista de vigilância ligados a esse tipo de extremismo.
Em março de 2024, o Secretário de Estado da Habitação, Comunidades e Governo Local [en], Michael Gove, anunciou que cinco organizações seriam avaliadas sob a nova definição de extremismo do governo. Três dessas organizações, nomeadas como Cage [en], Associação Muçulmana da Grã-Bretanha [en] e o envolvimento e desenvolvimento dos muçulmanos [en], foram motivo de preocupação devido à sua orientação e visões islamistas. Os dois últimos grupos ameaçaram processar após o anúncio.

#### Antissemitismo
Segundo o jornalista muçulmano britânico Mehdi Hasan [en], "o antissemitismo não é apenas tolerado em algumas seções da comunidade muçulmana britânica; é rotineiro e comum". Uma pesquisa de 2016 com 5.446 adultos britânicos, parte de um relatório intitulado Antissemitismo na Grã-Bretanha contemporânea conduzido pelo Instituto de Pesquisa sobre Políticas Judaicas [en] baseado em Londres, constatou que a prevalência de visões antissemitas entre muçulmanos era de duas a quatro vezes maior do que no restante da população, que 55% dos muçulmanos britânicos tinham pelo menos uma visão antissemita (em comparação com 30% da população geral), e que havia uma correlação entre religiosidade muçulmana e antissemitismo. Uma pesquisa de 2020 da Hope not Hate [en] constatou que 45% dos muçulmanos britânicos tinham uma visão geralmente favorável dos judeus britânicos, e 18% tinham uma visão negativa.
No mês de março de 2024, o vice-primeiro-ministro do Reino Unido [en], Oliver Dowden [en], suspendeu a função pública [en] (CSMN) devido a supostos comentários e atividades antissemitas. A rede foi criticada por realizar webinars que instruíam funcionários públicos sobre como fazer lobby para mudar a política do governo em relação a Israel, promovendo 'resistência' às posturas do governo e aconselhando membros sobre como evitar ações disciplinares.

## Relações com a sociedade

### Atitudes dos muçulmanos britânicos
De acordo com a Pesquisa Global de Atitudes de 2006 do Pew Research Center, cerca de 81% dos muçulmanos se consideram muçulmanos em primeiro lugar. Isso é consistente com muçulmanos em países de maioria muçulmana, que também tendem a se identificar como muçulmanos antes de se identificarem com Estados nação (por exemplo, 87% dos paquistaneses se identificam como muçulmanos em primeiro lugar, em vez de paquistaneses). No entanto, cerca de 83% dos muçulmanos estão orgulhosos de serem cidadãos britânicos, em comparação com 79% do público geral, 77% dos muçulmanos se identificam fortemente com a Grã-Bretanha, enquanto apenas 50% da população geral o faz, 86,4% dos muçulmanos sentem que pertencem à Grã-Bretanha, ligeiramente mais que os 85,9% dos cristãos, e 82% dos muçulmanos desejam viver em bairros diversos e mistos, em comparação com 63% dos britânicos não muçulmanos. Em pesquisas realizadas em toda a Europa em 2006, os muçulmanos britânicos têm a visão mais negativa dos ocidentais entre todos os muçulmanos na Europa, enquanto, no geral, na Grã-Bretanha, 63% dos britânicos têm a visão mais favorável dos muçulmanos entre todos os países europeus (abaixo dos 67% do ano anterior).
Após a controvérsia dos cartuns de Maomé em jornais dinamarqueses e os ataques de 7/7, uma pesquisa de 2006 da ICM Research [en], descobriu que 97% dos muçulmanos britânicos acreditavam que era errado mostrar Maomé, com 86% dos entrevistados sentindo-se pessoalmente ofendidos pela representação. 96% acreditavam que era errado os muçulmanos terem bombardeado Londres durante o 7/7, embora 20% tivessem simpatia pelos sentimentos e motivos dos atacantes. 40% dos entrevistados também apoiaram a introdução da lei Xaria em áreas de maioria muçulmana na Grã-Bretanha. Outra pesquisa da GfK revelou que 28% dos muçulmanos britânicos esperavam que a Grã-Bretanha um dia se tornasse um estado islâmico, enquanto 52% discordavam, e 20% não expressaram opinião.
Sobre questões religiosas, uma pesquisa de 2007 da Populus [en] relatou que 36% dos jovens de 16 a 24 anos acreditavam que, se um muçulmano se convertesse a outra religião, deveria ser punido com morte, em comparação com 19% dos muçulmanos britânicos com mais de 55 anos. A pesquisa também informou que 59% dos muçulmanos prefeririam viver sob a lei britânica, em comparação com 28% que prefeririam viver sob a lei xaria. 61% dos entrevistados concordaram com a afirmação de que a homossexualidade é errada e deveria ser ilegal. Esta informação é corroborada por uma pesquisa da Gallup em 2009 com 500 muçulmanos britânicos, nenhum dos quais acreditava que a homossexualidade era moralmente aceitável. Essas pesquisas sugerem que os muçulmanos britânicos têm visões fortemente conservadoras sobre questões relacionadas a atos sexuais extraconjugais e/ou homossexuais em comparação com seus pares muçulmanos europeus, que são significativamente mais liberais.
Uma pesquisa da Gallup em 2009 constatou que a comunidade muçulmana se sentia mais patriótica em relação à Grã-Bretanha do que a população britânica em geral, enquanto outra pesquisa descobriu que os muçulmanos afirmam apoiar o papel do cristianismo na vida britânica mais do que os próprios cristãos britânicos.
No entanto, uma pesquisa conduzida pela Demos [en] em 2011 relatou que uma proporção maior de muçulmanos (47% – ligeiramente superior aos 46,5% de cristãos que concordaram com a afirmação) do que outras religiões concordava com a afirmação "Estou orgulhoso de como a Grã-Bretanha trata pessoas homossexuais", com menos de 11% discordando. Em 18/05/2013, enquanto o projeto de lei para legalizar casamentos entre pessoas do mesmo sexo [en] estava sendo preparado para ser aprovado, mais de 400 muçulmanos proeminentes, incluindo diretores de escolas e representantes seniores de mesquitas em todo o país, publicaram uma carta aberta opondo-se ao projeto, alegando que "pais muçulmanos serão privados de seu direito de criar seus filhos de acordo com suas crenças, pois relacionamentos homossexuais serão ensinados como algo normal para seus filhos em idade primária". Uma pesquisa presencial conduzida em 2015 pela ICM Research [en] para o Channel 4 constatou que 18% dos muçulmanos britânicos concordavam com a afirmação de que a homossexualidade deveria ser legal na Grã-Bretanha, enquanto 52% discordavam, e 22% não concordavam nem discordavam.
Após o ataque ao Charlie Hebdo em 2015, uma pesquisa da ComRes [en] para a BBC Radio 4 descobriu que 27% dos muçulmanos britânicos tinham alguma simpatia pelos motivos dos atacantes, 45% acreditavam que clérigos muçulmanos que defendem a violência contra o Ocidente estão alinhados com a opinião muçulmana mainstream, e 78% dos muçulmanos britânicos se sentiram profundamente ofendidos pessoalmente pela publicação das imagens de Maomé. A pesquisa também constatou que 95% dos muçulmanos britânicos sentiam lealdade à Grã-Bretanha, 93% acreditavam que os muçulmanos deveriam obedecer às leis britânicas, e 46% sentiam que ser muçulmano na Grã-Bretanha era difícil devido ao preconceito.
Em 2018, a Ipsos MORI [en] publicou uma revisão que analisou pesquisas anteriores sobre muçulmanos britânicos. O relatório constatou que os muçulmanos britânicos atribuíam maior importância à sua identidade britânica e religiosa do que a população geral. 63% acreditavam que diferentes grupos religiosos e étnicos deveriam se misturar mais em sua área local, e as crianças muçulmanas tinham níveis mais altos de aspiração universitária do que a população geral. Os muçulmanos britânicos tendiam a ter atitudes sociais mais conservadoras, com cerca de metade dos homens muçulmanos e um terço das mulheres muçulmanas acreditando que "as esposas devem sempre obedecer aos seus maridos", e 38% dos homens muçulmanos e 23% das mulheres muçulmanas acreditando que era aceitável ter mais de uma esposa [en].

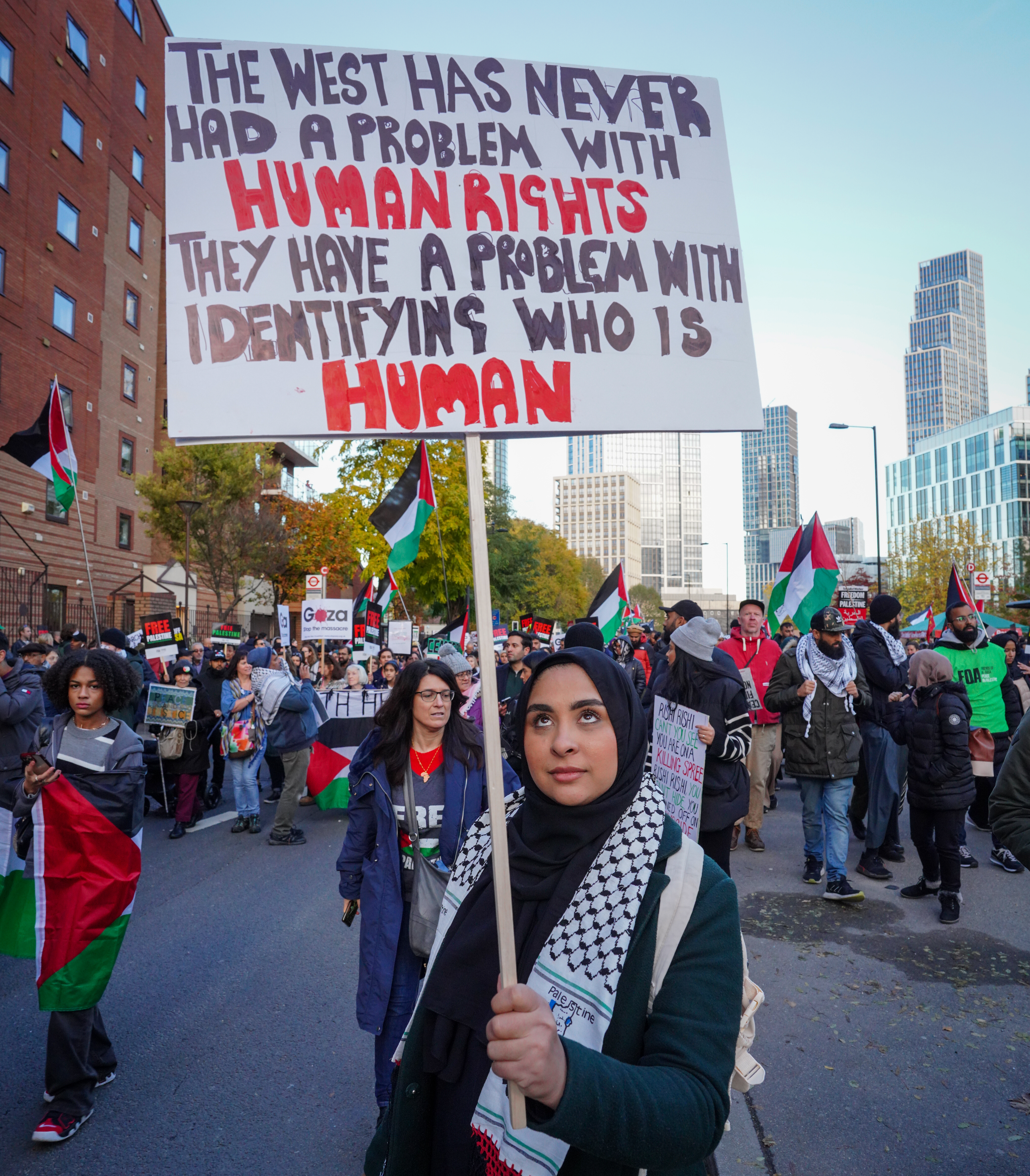
Protesto contra o bombardeio de Israel na Faixa de Gaza em Londres.

Uma pesquisa realizada pela J.L. Partners em 2024 relatou que 40% dos muçulmanos britânicos achavam desejável que as mulheres assumissem um papel mais tradicional na sociedade, 39% apoiavam a formação de um partido político muçulmano, e 32% apoiavam que o Islã fosse declarado a religião nacional, com a mesma proporção desejando que a lei xaria fosse implementada no Reino Unido. 52% queriam tornar ilegal mostrar uma imagem de Maomé, 46% acreditavam que os judeus têm muito poder sobre a política do governo do Reino Unido, e 41% acreditavam que eles têm muito poder sobre a indústria de mídia do Reino Unido. A pesquisa foi conduzida entre fevereiro e março durante a Guerra de Gaza; quando perguntados com qual das duas entidades tinham simpatia, 46% dos muçulmanos britânicos simpatizavam mais com o Hamas, em comparação com 3% que simpatizavam mais com Israel. 36% tinham uma visão positiva do Hamas, 21% tinham uma visão positiva da jihad, e 24% acreditavam que o Hamas cometeu assassinato e estupro em Israel no 7 de outubro. Muçulmanos mais jovens e mais educados eram mais propensos a ter essas crenças. Entre os jovens de 18 a 24 anos, 65% concordavam com a afirmação de que "Israel não tem o direito de existir como um lar judaico", em comparação com 34% dos muçulmanos britânicos de 45 a 54 anos.

### Atitudes em relação aos muçulmanos britânicos
A mídia britânica [en] foi criticada por propagar estereótipos negativos sobre muçulmanos e alimentar preconceitos islamofóbicos. No ano de 2006, diversos ministros do gabinete britânico foram criticados por ajudarem a "desencadear uma reação pública anti-muçulmana" ao culpar a comunidade muçulmana por questões de integração, apesar de um estudo encomendado pelo Ministério do Interior sobre jovens brancos e asiáticos-muçulmanos demonstrar o contrário: que os jovens asiáticos-muçulmanos "são, de fato, os mais tolerantes de todos" e que os jovens brancos "têm atitudes muito mais intolerantes", concluindo que as atitudes dos membros da comunidade branca eram uma maior "barreira à integração".
Em janeiro de 2010, a pesquisa sobre atitudes sociais britânicas [en] constatou que o público em geral "é muito mais propenso a ter visões negativas sobre muçulmanos do que sobre qualquer outro grupo religioso", com "apenas um em cada quatro" sentindo-se "positivamente sobre o Islã", e uma "maioria do país ficaria preocupada se uma mesquita fosse construída em sua área, enquanto apenas 15% expressaram preocupações semelhantes sobre a abertura de uma igreja". O "bode expiatório" dos muçulmanos britânicos pela mídia e políticos no século XXI foi comparado na mídia ao aumento do antissemitismo no início do século XX.
Uma pesquisa de 2013 da YouGov indicou que os imigrantes de países muçulmanos eram percebidos como se integrando menos bem à sociedade britânica do que imigrantes de outros países, com 71% dos entrevistados acreditando que os migrantes de países muçulmanos não estavam se integrando bem. Outra pesquisa da YouGov conduzida em 2015 constatou que 55% do público britânico acreditava que havia um conflito fundamental entre o Islã e os valores da sociedade britânica. Apenas 22% acreditavam que os valores britânicos e o Islã eram geralmente compatíveis.
No ano de 2015, à luz do crescente número de muçulmanos britânicos radicalizados se juntaram ao ISIS para lutar na Síria [en], uma pesquisa da Survation [en] para a Sky News constatou que 70% dos não muçulmanos no Reino Unido acreditavam que os muçulmanos britânicos não estavam fazendo o suficiente para se integrar à sociedade britânica, 44% tornaram-se mais suspeitos dos muçulmanos, e apenas 30% acreditavam que os valores da sociedade britânica eram compatíveis com o Islã. Quando os muçulmanos britânicos foram perguntados as mesmas questões, mais de quatro em cinco acreditavam que os valores islâmicos eram compatíveis com a sociedade britânica, e 71% acreditavam que os muçulmanos britânicos estavam fazendo o suficiente para se integrar à sociedade britânica.
Em uma pesquisa conduzida pela ComRes [en] em 2016, apenas 28% dos entrevistados acreditavam que o Islã era compatível com os valores britânicos. 72% concordavam com a afirmação de que "a maioria das pessoas no Reino Unido tem uma visão negativa do Islã", e 43% acreditavam que o Islã era uma força negativa no Reino Unido. Jovens eram mais propensos a dizer que tinham uma melhor compreensão do Islã e a ter visões menos negativas.
Uma pesquisa conduzida em 2017 pela Chatham House revelou uma oposição generalizada à imigração muçulmana em todo o Reino Unido. 47% eram contra mais imigração muçulmana, enquanto 23% discordavam de interromper a imigração de países majoritariamente muçulmanos. Essa cifra de oposição era menor do que em outros países europeus, Áustria: 65%; Bélgica: 64%; França: 61%; Alemanha: 53%; Itália: 51%, e menor do que a média europeia de 55%.
Em 2019, uma pesquisa conduzida pelo Pew Research Center constatou que 78% dos britânicos tinham uma visão favorável dos muçulmanos, enquanto 18% tinham uma visão desfavorável. Essa foi a visão mais favorável na Europa.
Um estudo de 2021 publicado pela Universidade de Birmingham constatou que os muçulmanos são o segundo grupo 'menos apreciado' pelo público britânico, depois dos ciganos e viajantes irlandeses, com 25,9% do público britânico tendo visões negativas em relação aos muçulmanos e 23,5% tendo uma visão positiva. Pessoas de origens de classe média e alta eram mais propensas a ter visões preconceituosas sobre o Islã em comparação com aquelas de origens da classe trabalhadora. 71% dos entrevistados nomearam o Islã como tendo um impacto mais negativo na sociedade em comparação com outras religiões, com 18,1% dos entrevistados apoiando a proibição de toda a imigração muçulmana para o Reino Unido.
Em 2025, um estudo da comissão para o combate ao extremismo [en] com pesquisa conduzida pela Ipsos constatou que 38% dos britânicos sentiam que precisavam se conter ao expressar suas opiniões sobre tópicos islâmicos. Essa foi a cifra mais alta entre todas as religiões, e cerca de duas vezes maior que a cifra comparativa para o cristianismo. No estudo, os muçulmanos entrevistados eram mais propensos do que a população geral a achar que as pessoas deveriam ter cuidado para não ofender ao falar sobre tópicos islâmicos (71% em comparação com 31% no geral). O Islã também foi a única religião questionada onde mais pessoas achavam que a religião era protegida demais, com 39% acreditando que era protegida "muito" e 18% acreditando que era protegida "pouco".

### Islamofobia
Ver também Uma pesquisa conduzida em 2024 pela Opinium [en] para o Hope not Hate [en] constatou que 30% do povo britânico acreditava que o Islã era uma ameaça ao estilo de vida britânico. Membros do Partido Conservador eram mais propensos a ter essas visões, com 58% acreditando que o Islã significaria uma mudança substancial no modo de vida britânico.
Houve casos de ameaças, um ataque fatal, e ataques não fatais contra muçulmanos e alvos muçulmanos, incluindo ataques a túmulos muçulmanos e mesquitas. Em janeiro de 2010, um relatório do Centro de Pesquisa Muçulmana Europeia da Universidade de Exeter observou que o número de crimes de ódio anti-muçulmanos aumentou, variando de "ameaças de morte e assassinato a agressões persistentes de baixo nível, como cuspir e xingamentos", pelos quais a mídia e os políticos foram responsabilizados por alimentar o ódio anti-muçulmano. No entanto, números da Polícia Metropolitana de Londres mostraram uma queda de 8,5% nos crimes anti-muçulmanos entre 2009 e 2012, com um aumento em 2013 devido ao assassinato de Lee Rigby [en]. Nos quatro meses após o conflito Israel-Gaza de 2023, a Tell MAMA relatou um aumento de mais de três vezes nos incidentes islamofóbicos, totalizando 2.010, com mulheres muçulmanas sendo alvos em dois terços dos incidentes.
O surgimento da Liga de Defesa Inglesa (EDL) resultou em manifestações em cidades inglesas com grandes populações muçulmanas. A EDL foi um movimento de protesto de rua de direita e anti-Islã que se opunha ao que considera ser a disseminação do Islamismo, da lei Xaria e do Extremismo islâmico no Reino Unido. A EDL foi descrita pelo jornal The Jewish Chronicle como islamofóbica. O grupo enfrentou confrontos [en] com vários grupos, incluindo apoiadores do Unidos contra o Fascismo [en] (UAF) e Anonymous.

### Relações entre Muçulmanos e Sikhs
Ver também A maioria dos muçulmanos britânicos, particularmente aqueles de ascendência sul-asiática, compartilha tradições culturais, histórias e laços étnicos com a comunidade sikh britânica, bem como com os hindus britânicos. A maioria dos sikhs se opõe fortemente a grupos anti-muçulmanos como o BNP e a EDL, e as campanhas anti-muçulmanas do BNP foram condenadas por todas as principais organizações sikhs. No entanto, foi relatado que alguns extremistas da comunidade sikh se alinharam com o BNP. Também foi observado que alguns sikhs adotaram preconceitos raciais predominantes no Ocidente, levando a uma variante de islamofobia dentro da comunidade sikh que reflete o discurso islamofóbico mais amplo.
Em 2018, um relatório da Sikh Youth UK alegou semelhanças entre a exploração de jovens mulheres sikhs e o escândalo de Rotherham. No entanto, uma crítica de 2019 de dois acadêmicos sikhs e um relatório do governo do Reino Unido consideraram as alegações falsas e enganosas, carecendo de dados sólidos e promovendo tensões históricas "destinadas a incitar medo e ódio". Pesquisas de Katy Sian, da Universidade de York, desmentiram ainda mais essas alegações, atribuindo-as a grupos sikhs extremistas.
Durante os distúrbios no Reino Unido de 2024, a comunidade sikh, juntamente com as comunidades hindu e judaica, divulgou comunicados condenando os distúrbios islamofóbicos.

## Figuras muçulmanas britânicas notáveis

### Mídia e entretenimento
- Cat Stevens, músico
- Asad Ahmad [en], apresentador da BBC News
- Riz Ahmed, ator vencedor do Óscar
- Mishal Husain [en], apresentadora da BBC News
- Riz Lateef [en], apresentadora da BBC News
- Mehdi Hasan [en], ex-repórter e jornalista da Al Jazeera

### Política
- Waqar Azmi [en], Embaixador da União Europeia (UE) para o Diálogo Intercultural
- Sadiq Khan, prefeito de Londres pelo Partido Trabalhista
- Humza Yousaf, ex-Primeiro-Ministro da Escócia e líder do Partido Nacional Escocês
- Sayeeda Warsi, par vitalícia do Partido Conservador e Unionista e ex-ministra do Gabinete

### Esportes
- Moeen Ali [en], jogador de críquete da Inglaterra [en]
- Mo Farah, corredor e tetracampeão de medalha de ouro nos Jogos Olímpicos
- Amir Khan [en], boxeador campeão mundial
- Adil Rashid [en], jogador de críquete da Inglaterra
- Adam Azim [en], boxeador profissional britânico
- Zidane Iqbal [en], jogador de futebol britânico-iraquiano
- Zesh Rehman, ex-jogador de futebol profissional britânico-paquistanês
- Adil Nabi [en], jogador de futebol inglês
- Easah Suliman [en], jogador de futebol britânico, capitão da Seleção Paquistanesa de Futebol
- Hamza Choudhury, jogador de futebol inglês
- Lutalo Muhammad, atleta britânico de taekwondo
- Enaam Ahmed, piloto de automobilismo britânico-paquistanês
- Adil Anwar [en], boxeador profissional britânico
- Hamzah Sheeraz [en], boxeador profissional britânico
- Haroon Khan [en], boxeador profissional britânico e medalhista de bronze nos Jogos da Commonwealth
- Jawaid Khaliq [en], MBE, ex-boxeador profissional britânico
- Muhammad Ali [en], boxeador profissional inglês
- Naseem Hamed [en], ex-boxeador profissional britânico
- Adam Gemili, velocista e corredor britânico

### Religião
- Abdul Qadir Jilani [en], erudito sunita paquistanês e jurista
- Allama Qamaruzzaman Azmi [en], líder da Missão Islâmica Mundial [en]
- Shaykh Muhammad al-Ya’qoubi [en], do Centro Al-Mustafa [en]
- Muhammad Arshad Misbahi [en], imã da Mesquita Central de Manchester [en]
- Sheikh Abdul Qayum [en], imã-chefe da Mesquita de Londres Oriental [en]
- Abu Yusuf Riyadh ul Haq [en], khateeb da Mesquita Central de Birmingham [en]
- Faiz-ul-Aqtab Siddiqi [en], diretor da Faculdade Hijaz [en]
- Ajmal Masroor [en], imã e político
- Haitham al-Haddad [en], apresentador de televisão muçulmano britânico
- Ibrahim Mogra [en], imã de Leicester
- Joel Hayward [en], erudito islâmico britânico nascido na Nova Zelândia
- Timothy Winter [en], decano da Faculdade Muçulmana de Cambridge [en]e diretor de estudos da Universidade de Cambridge

### Filantropia
- Muhammad Abdul Bari [en], secretário da Muslim Aid [en]

## Mesquitas notáveis

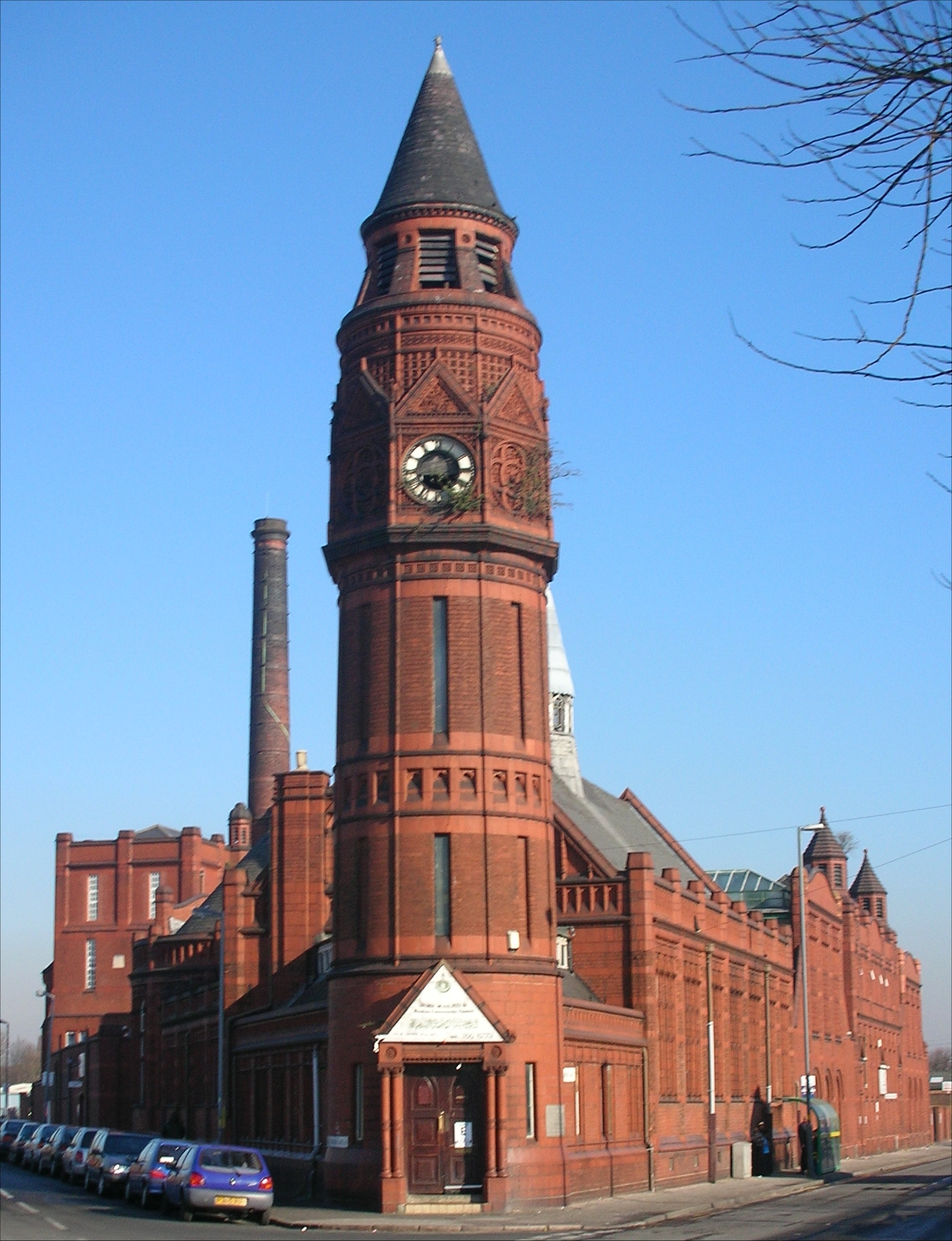
Mesquita Green Lane, Birmingham
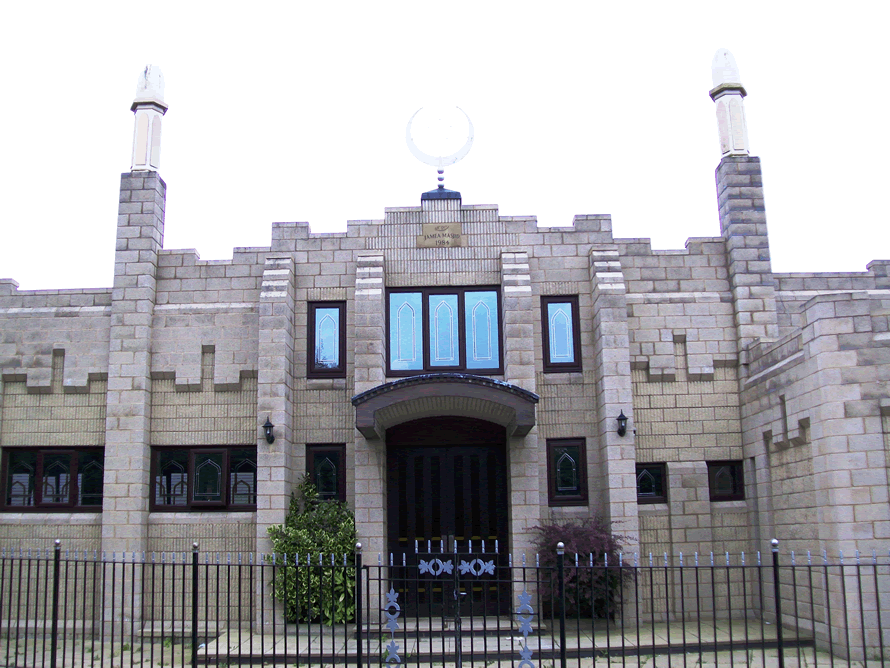
Mesquita Jamea em Preston, conhecida por seu design arquitetônico
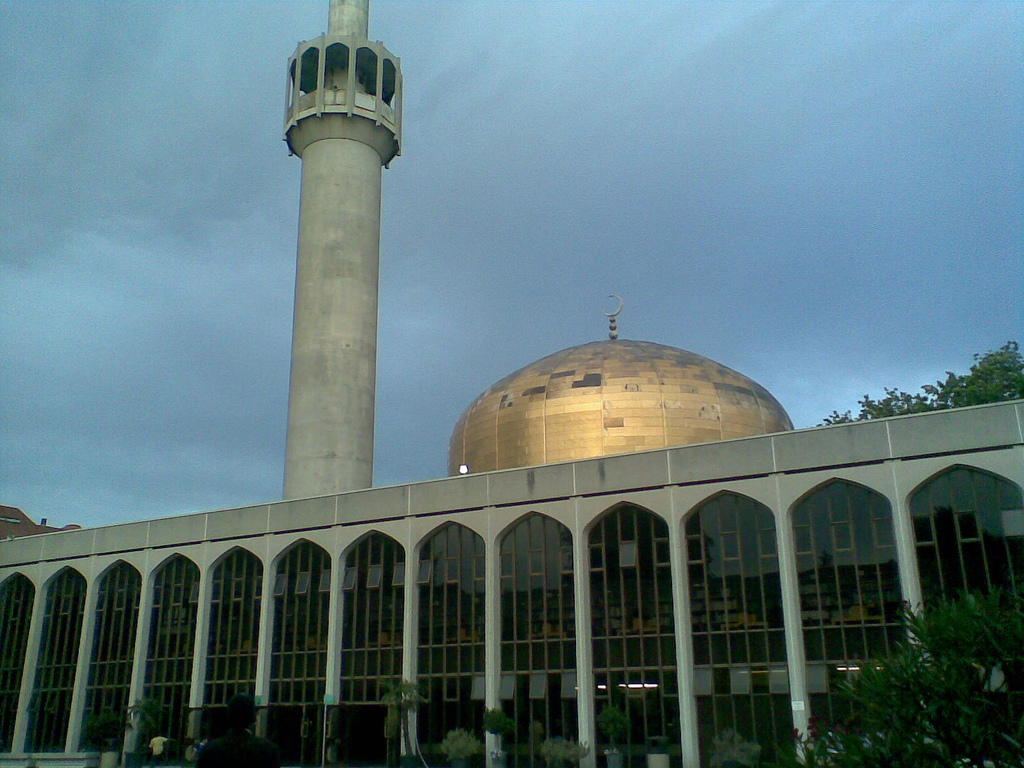
A Mesquita Central de Londres localizada em Londres, construída em 1977
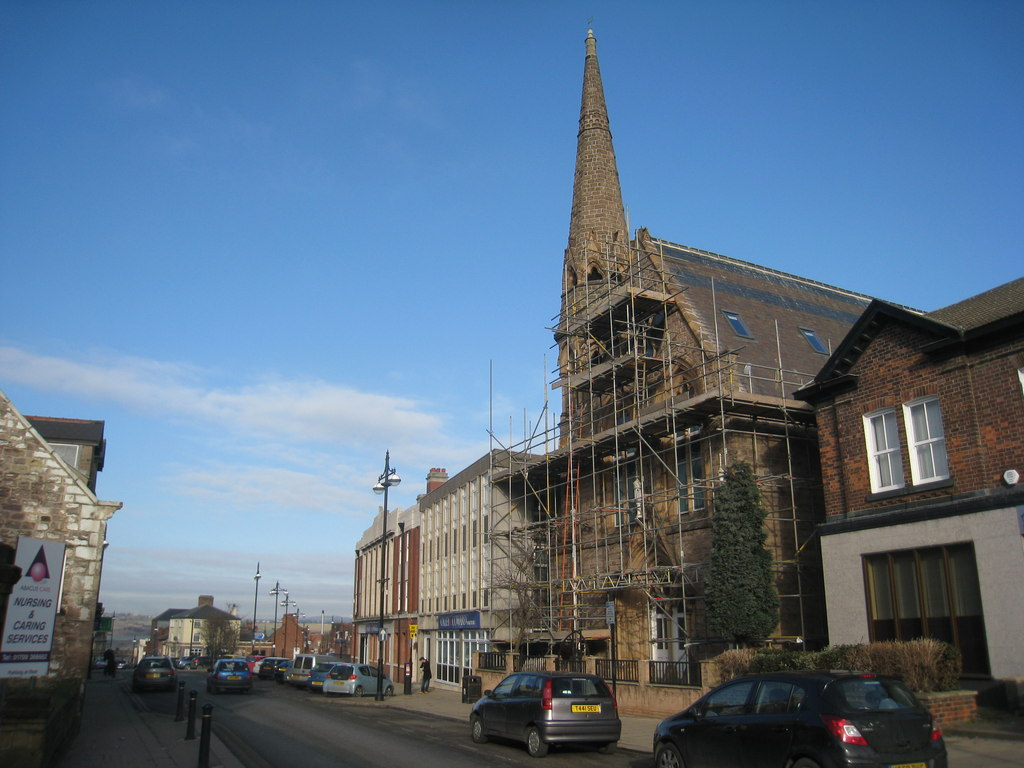
Jamia Masjid Ahl-e Hadith e centro comunitário Moorgate Ahl-e Hadith, Rotherham, South Yorkshire